# Chiến dịch tranh cử tổng thống năm 2024 của Donald Trump
Chiến dịch tranh cử tổng thống năm 2024 của Donald Trump là chiến dịch tranh cử tổng thống cho cuộc bầu cử tổng thống Hoa Kỳ 2024 đang diễn ra của cựu tổng thống thứ 45 của Hoa Kỳ Donald Trump, ông thông báo chiến dịch tranh cử vào ngày 15 tháng 11, 2022 cho một nhiệm kỳ thứ hai không liên tiếp. Ông chính thức được đề cử vào ngày 15 tháng 7 năm 2024 tại Đại hội toàn quốc Đảng Cộng hòa ở Milwaukee và chấp nhận đề cử làm tổng thống Hoa Kỳ cho Đảng Cộng hòa trong ngày cuối cùng của đại hội là vào ngày 18 tháng 7 năm 2024, nơi J.D. Vance, Thượng Nghị sĩ Hoa Kỳ cấp dưới từ Ohio, được công bố là người được đề cử cho chức phó tổng thống và đối tác chiến dịch. Nếu được bầu vào chức vụ, Trump sẽ trở thành tổng thống lớn tuổi nhất trong lịch sử Hoa Kỳ và là người thứ hai phục vụ nhiệm kỳ thứ hai không liên tiếp sau Grover Cleveland.
Chiến dịch tranh cử tổng thống năm 2020 của ông cùng với Mike Pence đã thất bại trước đối thủ Joe Biden và Kamala Harris trong cuộc tổng tuyển cử 2020, Trump đã không chấp nhận kết quả, đưa ra những tuyên bố sai lệch, kích động, đỉnh điểm là cuộc tấn công vào điện Capitol năm 2021, khiến ông bị luận tội lần hai vào ngày 13 tháng 1, 2021. Tuy nhiên do không đủ số phiếu cần thiết (2/3), ông đã được Hạ viện tha bổng.
Trump vận động tranh cử theo hướng mở rộng đáng kể thẩm quyền của nhánh hành pháp đối với chính quyền liên bang. Điều này sẽ được thực hiện thông qua việc áp đặt hệ thống chiến lợi phẩm của Jackson, và chỉ đạo Bộ Tư pháp Hoa Kỳ truy đuổi những kẻ thù chính trị trong nước. Các vấn đề khác của chiến dịch bao gồm: Thực hiện các chính sách chống nhập cư và một hoạt động trục xuất hàng loạt; theo đuổi chương trình nghị sự chính sách đối ngoại "Nước Mỹ trên hết " theo chủ nghĩa cô lập; bãi bỏ Đạo luật Chăm sóc Giá cả phải chăng; theo đuổi nền tảng phủ nhận biến đổi khí hậu và chống năng lượng sạch; chấm dứt Bộ Giáo dục Hoa Kỳ; thực hiện các chính sách chống LGBT; và theo đuổi những gì được mô tả là chương trình nghị sự thương mại theo chủ nghĩa trọng thương mới.
Trong tháng 3 năm 2023, chiến dịch bắt đầu dành 10% tiền quyên góp cho ban lãnh đạo PAC của Trump. Chiến dịch tranh cử của Trump đã giúp trả 100 triệu đô la Mỹ cho các chi phí pháp lý của ông tính đến tháng 3 năm 2024.
Trump và chiến dịch của ông có gắn kết chặt chẽ với Project 2025, bị chỉ trích nặng nề và được mô tả là một nỗ lực để Trump trở thành một nhà độc tài và là con đường dẫn Hoa Kỳ đến chế độ chuyên quyền, mặc dù Trump đã phủ nhận trên mạng xã hội. Kể từ mùa thu năm 2023, Trump đã có xu hướng sử dụng ngôn từ bạo lực và độc đoán trong suốt chiến dịch của mình. Trump ngày càng sử dụng ngôn từ phi nhân tính và bạo lực chống lại các kẻ thù chính trị của mình. Chiến dịch 2024 của ông ghi nhận việc bài LGBT.
Vào tháng 12, 2023, Tòa án Tối cao Colorado đã ra phán quyết Trump đã tham gia vào cuộc nổi loạn liên quan đến vụ nổi loạn tại Điện Capitol năm 2021 và không đủ điều kiện để giữ chức Tổng thống, rằng Trump đã vi phạm Tu chính án thứ 14, và ra lệnh xóa tên ông khỏi danh sách bỏ phiếu bầu cử sơ bộ của tiểu bang. Trong cùng tháng, Bộ trưởng Ngoại giao Maine Shenna Bellows cũng phán quyết giống bang Colorado, gạch tên trong danh sách bỏ phiếu bầu cử sơ bộ của tiểu bang. Vào tháng 2, 2024, một thẩm phán bang Illinois đã phán quyết rằng Trump không đủ điều kiện để bỏ phiếu tại tiểu bang. Cả ba tiểu bang đều đã bị Tòa án Tối cao Hoa Kỳ nhất trí đảo ngược quyết định của họ vào ngày 4 tháng 3, 2024, trước đó, Tòa án Tối cao Minnesota và Tòa Phúc thẩm Michigan đều phán quyết rằng tư cách ứng cử tổng thống không thể được tòa án tiểu bang của họ áp dụng cho các cuộc bầu cử sơ bộ.
Trump giành chiến thắng vang dội trong cuộc họp kín của Đảng Cộng hòa tại Iowa năm 2024, Trump được coi là người được đề cử vào ngày 6 tháng 3, 2024, sau khi đối thủ của ông, Nikki Haley, chấm dứt chiến dịch tranh cử của mình, ngay cả khi ông chưa có đủ lá phiếu cần thiết để trở thành người được ứng cử, sau khi chiến thắng trong các cuộc bầu cử sơ bộ của Đảng Cộng hòa 2024, ông được coi như là người được đề cử bởi Đảng Cộng hòa. Mặc dù Đại hội Toàn quốc Đảng Cộng hòa 2024 chưa diễn ra để đề cử người được đề cử.
Chiến dịch tiếp tục thúc đẩy các tuyên bố sai sự thật rằng cuộc bầu cử năm 2020 trước đây đã bị đánh cắp, và diễn ra sau những nỗ lực chưa từng có của Trump nhằm lật ngược cuộc bầu cử tổng thống Hoa Kỳ năm 2020,.... Hiện tại, chiến dịch 2024 của Trump đang gặp rắc rối với 4 bản cáo trạng, lớn nhất là việc ông bị kết án 34 tội danh, liên quan đến khoản tiền bịt miệng được trả cho ngôi sao phim khiêu dâm Stormy Daniels trong nỗ lực cuộc bầu cử tổng thống năm 2016, biến ông trở thành cựu tổng thống Hoa Kỳ đầu tiên bị kết tội.
Vào ngày 13 tháng 7, 2024 theo giờ địa phương, khi ông Trump đang vận động tranh cử ở Butler, Pennsylvania, sáu phút sau khi ông phát biểu, Thomas Matthew Crooks, dùng khẩu AR-15 bắn vào tai phải của ông, sau đó ông được Sở Mật vụ Hoa Kỳ giúp đỡ, ông được đưa đến bệnh viện và thoát cơn nguy kịch. Ông sống sót sau vụ ám sát.

## Bối cảnh
Trump, tổng thống đương nhiệm, đã không thành công trong việc tìm kiếm nhiệm kỳ thứ hai trong cuộc bầu cử tổng thống Hoa Kỳ năm 2020, để thua ứng cử viên Đảng Dân chủ Joe Biden, người đã giành được 306 phiếu đại cử tri so với 232 phiếu của Trump. Trump cũng thua số phiếu phổ thông với bảy triệu phiếu. Ông từ chối thừa nhận thất bại và tuyên bố rằng cuộc bầu cử đã bị đánh cắp. Trump và các đồng minh của ông ở bảy tiểu bang quan trọng sau đó bị cáo buộc đã lập ra một âm mưu để tạo ra và nộp các giấy chứng nhận xác minh gian lận, khẳng định sai sự thật rằng Trump đã giành được phiếu Đại cử tri đoàn ở các tiểu bang đó. Mục đích là chuyển các giấy chứng nhận gian lận cho Mike Pence để tính chúng thay vì các giấy chứng nhận xác thực và lật ngược chiến thắng của Joe Biden. Trump được cho là đã cân nhắc việc ra tranh cử tổng thống năm 2024 ngay sau khi thua cuộc bầu cử nếu âm mưu này không "thành công". Vào tuần ngày 9 tháng 11 năm 2020, Trump đã ám chỉ với thượng nghị sĩ Đảng Cộng hòa Kevin Cramer : "Nếu điều này không thành công, tôi sẽ tái tranh cử sau bốn năm nữa". Sau đó, một nhóm người ủng hộ Trump đã tấn công Tòa nhà Quốc hội Hoa Kỳ để ngăn chặn việc chứng nhận kết quả bầu cử.
Khi còn một tuần nữa là hết nhiệm kỳ tổng thống, Trump đã bị Hạ viện luận tội vì tội kích động nổi loạn vì hành động của ông trong vụ tấn công Đồi Capitol ngày 6 tháng 1 năm 2021, nhưng đã được Thượng viện tha bổng với tỷ lệ phiếu bầu lưỡng đảng là 57–43 ủng hộ việc kết tội, không đạt được đa số tuyệt đối hai phần ba (67 trên 100 thượng nghị sĩ) cần thiết.
Vào tháng 12 năm 2021, CNN đưa tin rằng "cách tiếp cận chờ đợi và quan sát của Trump đối với cuộc bầu cử năm 2024 đã đóng băng cuộc bầu cử sơ bộ tổng thống của Đảng Cộng hòa tiếp theo", với những người thách thức tiềm năng giữ im lặng trong khi chờ đợi quyết định chính thức của Trump về vấn đề này.
Vào tháng 7 năm 2022, khi các phiên điều trần công khai của Ủy ban Chọn lọc Hạ viện về Vụ tấn công ngày 6 tháng 1 đang diễn ra, Trump được cho là đang cân nhắc việc đưa ra thông báo sớm về ứng cử năm 2024 của mình. Vào ngày 14 tháng 7 năm 2022, Intelligencer đã công bố một cuộc phỏng vấn với Trump, dựa trên đó họ đưa tin rằng Trump đã quyết định và chỉ đang quyết định thời điểm tuyên bố. Sau cuộc khám xét Mar-a-Lago của FBI vào tháng 8 năm 2022, nhiều đồng minh của Trump đã thúc giục ông tuyên bố ứng cử sớm hơn, bao gồm một số người trước đây đã khuyên ông nên hoãn thông báo cho đến sau cuộc bầu cử giữa nhiệm kỳ. Trong một cuộc vận động ở Iowa trước thềm bầu cử giữa nhiệm kỳ Hoa Kỳ năm 2022, Trump tuyên bố, "để đất nước chúng ta thành công, an toàn và vinh quang, tôi rất, rất, rất có thể sẽ làm lại điều đó", ám chỉ rằng ông có thể sẽ tuyên bố ứng cử ngay sau đó, làm dấy lên suy đoán rằng ông sẽ tuyên bố sớm nhất là vào tuần lễ ngày 14 tháng 11 năm 2022.
Sau nhiều tháng đồn đoán, Trump đã tuyên bố ứng cử tổng thống trong  bài phát biểu trước những người ủng hộ tại khu điền trang Mar-a-Lago của ông ở Florida vào ngày 15 tháng 11 năm 2022. Thông báo của ông đã nhận được sự đưa tin rộng rãi của giới truyền thông và phản ứng trái chiều từ cả Đảng Dân chủ và Cộng hòa. Một số Đảng viên Dân chủ thận trọng hoan nghênh chiến dịch, coi Trump là người có thể đánh bại, trong khi những người khác phản đối, nêu ra những tác động tiêu cực mà nó có thể gây ra cho nền dân chủ Hoa Kỳ. Một số Đảng viên Cộng hòa, chủ yếu bao gồm những người trung thành với Trump, hoan nghênh chiến dịch, trong khi những người khác (bao gồm nhiều quan chức được bầu của Đảng Cộng hòa) phản đối, coi Trump là một ứng cử viên yếu và có thể đánh bại, người đã khiến Đảng Cộng hòa phải trả giá trong một số chu kỳ bầu cử vừa qua.
Vào tháng 8 năm 2023, Trump đã bị chính quyền liên bang và tiểu bang Georgia truy tố riêng rẽ về nhiều tội danh âm mưu hình sự và gian lận mà ông bị cáo buộc đã phạm phải cùng với những kẻ đồng phạm trong các nỗ lực thay đổi và lật ngược kết quả bất hợp pháp của cuộc bầu cử tổng thống năm 2020 đã thua. Các bản cáo trạng cáo buộc rằng Trump đã tham gia vào một âm mưu hình sự nhằm thay đổi bất hợp pháp kết quả của cuộc bầu cử năm 2020 thông qua các cử tri gian lận trong âm mưu cử tri giả của Trump cũng như gây sức ép buộc các quan chức chính phủ thay đổi bất hợp pháp số phiếu bầu trong các sự cố như cuộc gọi điện thoại Trump–Raffensperger. Trước các bản cáo trạng này về các tội danh liên quan đến Nỗ lực lật ngược cuộc bầu cử tổng thống Hoa Kỳ năm 2020, vào  ngày 30 tháng 3 năm 2023, Trump cũng đã bị truy tố về 34 tội danh gian lận bắt nguồn từ vai trò bị cáo buộc của ông trong việc làm giả hồ sơ kinh doanh liên quan đến các khoản tiền bịt miệng được trả cho nữ diễn viên phim khiêu dâm Stormy Daniels trong chiến dịch tranh cử tổng thống Hoa Kỳ năm 2016 của ông. Trump gọi bản cáo trạng của mình là sự đàn áp chính trị và can thiệp bầu cử. Sau đó, vào ngày 8 tháng 6, Trump đã bị một bồi thẩm đoàn liên bang truy tố vì bị cáo buộc lưu giữ không đúng cách các tài liệu được phân loại tại dinh thự Mar-a-Lago của mình và tiêu hủy bằng chứng liên quan đến cuộc điều tra của chính phủ. Ngoài bốn bản cáo trạng hình sự được đưa ra chống lại Trump tại Georgia, Washington, Florida và New York, vào ngày 9 tháng 5, Trump đã bị phát hiện phải chịu trách nhiệm trong một vụ kiện dân sự về tội lạm dụng tình dục và phỉ báng đối với nhà báo E. Jean Carroll. Trump cho biết ông sẽ kháng cáo quyết định này, mô tả đó là "sự im lặng vi hiến" và "sự đàn áp chính trị".
Vào ngày 30 tháng 5 năm 2024, Trump đã bị kết án 34 tội nghiêm trọng liên quan đến tiền bịt miệng trả cho ngôi sao phim khiêu dâm Stormy Daniels trong nỗ lực gây ảnh hưởng đến cuộc bầu cử tổng thống năm 2016. Ông là cựu tổng thống Hoa Kỳ đầu tiên bị kết án về một tội ác trong lịch sử Hoa Kỳ.

## Thông báo

Logo chiến dịch tranh cử của Trump trong cuộc bầu cử sơ bộ và trước khi chọn J.D. Vance làm ứng cử viên phó tổng thống

Vào ngày 15 tháng 11 năm 2022, Trump đã tuyên bố ứng cử tại Mar-a-Lago trong một bài phát biểu dài một giờ. Thông báo được đưa ra một tuần sau cuộc bầu cử giữa nhiệm kỳ năm 2022, trong đó các ứng cử viên được Trump ủng hộ có thành tích kém hơn các ứng cử viên không được Trump ủng hộ. Bài phát biểu tuyên bố của ông có ít nhất "20 tuyên bố sai sự thật và gây hiểu lầm", đưa ra tuyên bố không chính xác đầu tiên "khoảng hai phút sau và vài phút sau, đánh dấu (và) đưa ra ít nhất bốn tuyên bố cường điệu về thành tích của chính mình". The New York Times Fact Check tuyên bố rằng "Ông Trump đã lặp lại nhiều lời phóng đại quen thuộc về thành tích của chính mình, nhắc lại các cuộc tấn công gây hiểu lầm vào các đối thủ chính trị và đưa ra những đánh giá tồi tệ trái ngược với thực tế".
Tờ New York Post chế giễu thông báo của Trump bằng cách chuyển nó xuống trang 26 và ghi chú trên trang bìa với biểu ngữ có nội dung "Người đàn ông Florida đưa ra thông báo". Bài báo gọi Mar-a-Lago là "thư viện tài liệu mật của Trump" ám chỉ đến cuộc điều tra đang diễn ra liên quan đến cáo buộc Trump xử lý không đúng cách các tài liệu mật mà ông đã mang đến Mar-a-Lago sau khi nhậm chức tổng thống vì những lý do vẫn chưa rõ ràng.

### Tham dự
Buổi thông báo có sự tham dự của diễn viên hài Alex Stein, cố vấn Roger Stone, doanh nhân Mike Lindell, Đại diện sắp mãn nhiệm Madison Cawthorn (R-NC), cựu phó giám đốc Văn phòng Quản lý và Ngân sách Russell Vought, cố vấn chính trị Jason Miller, luật sư Kash Patel, nhà phân tích chính trị Sebastian Gorka và trợ lý chính trị Hogan Gidley. The Insider lưu ý rằng "nhiều thành viên của Quốc hội không tham dự", bao gồm cả Matt Gaetz. Các thành viên gia đình tham dự bao gồm vợ của Trump và cựu đệ nhất phu nhân Melania, các con trai của Trump là Barron và Eric, vợ của Eric là Lara và con rể của Trump là Jared Kushner. Các con gái của ông là Ivanka và Tiffany đã không tham dự bữa tiệc thông báo; Ivanka cho biết cô sẽ không tham gia vào chính trị trong tương lai và sẽ không tham gia vào nỗ lực tranh cử tổng thống của cha mình. Con trai của Trump là Donald Trump Jr. cũng không tham dự. Stan Fitzgerald, chủ tịch của Veterans for America First, đã tham dự.

## Nền tảng
Một chủ đề chiến dịch trung tâm cho nỗ lực tranh cử tổng thống lần thứ hai của Trump là "trả thù". Trump đã công bố chủ đề này trong bài phát biểu vào tháng 3 năm 2023 tại Hội nghị Hành động Chính trị Bảo thủ (CPAC), nêu rõ "Năm 2016, tôi đã tuyên bố, 'Tôi là tiếng nói của các bạn.' Hôm nay, tôi nói thêm: Tôi là chiến binh của các bạn. Tôi là công lý của các bạn. Và đối với những người đã bị oan ức và phản bội, tôi là sự trả thù của các bạn. Tôi là sự trả thù của các bạn." Trump đã định hình cuộc bầu cử năm 2024 là "trận chiến cuối cùng" và công khai hứa sẽ tận dụng quyền lực của tổng thống để trả thù chính trị. Mặc dù Trump cũng đã tuyên bố sự trả thù của ông "sẽ thành công."
Chiến dịch tranh cử của Trump được biết đến vì có mối liên hệ chặt chẽ với Dự án 2025 của The Heritage Foundation, một kế hoạch chuyển giao quyền lực tổng thống cánh hữu và đề xuất chính sách cho chiến dịch tranh cử của Trump. Các nhóm nghiên cứu và nhóm chính sách khác liên kết với Trump bao gồm Trung tâm Đổi mới nước Mỹ, Viện Chính sách Nước Mỹ Trên hết và Luật pháp Nước Mỹ Trên hết. Chiến dịch tranh cử của Trump đã tuyên bố Trump sẽ có tiếng nói cuối cùng về việc chính sách nào được thực hiện.

### Mở rộng quyền hành pháp và quyền tổng thống
Nền tảng của Trump kêu gọi mở rộng đáng kể quyền lực của tổng thống và nhánh hành pháp đối với mọi bộ phận của chính phủ liên bang. Trong các bài phát biểu vận động tranh cử, Trump tuyên bố rằng ông sẽ tập trung quyền lực của chính phủ dưới quyền của mình, thay thế các nhân viên công vụ liên bang chuyên nghiệp bằng những người trung thành với chính trị và sử dụng quân đội để thực thi pháp luật trong nước và trục xuất người nhập cư. Trong Trump v. United States, Trump đã lập luận rằng Hiến pháp cho phép miễn trừ tuyệt đối đối với mọi hành động của tổng thống được thực hiện—kể cả khi là tội phạm—trừ khi Thượng viện bỏ phiếu thành công để luận tội.
Trump đã kêu gọi đưa các cơ quan độc lập như Ủy ban Truyền thông Liên bang và Ủy ban Thương mại Liên bang vào sự kiểm soát trực tiếp của tổng thống. Các đồng minh của Trump đã soạn thảo một sắc lệnh hành pháp yêu cầu tất cả các cơ quan độc lập phải đệ trình các hành động lên Nhà Trắng để xem xét. Trump đã kêu gọi thẩm quyền của tổng thống để 'tịch thu' các quỹ cho các chương trình do Quốc hội phân bổ, một hoạt động đã bị cấm dưới thời Tổng thống Richard Nixon. Trump hứa sẽ ra lệnh cho Bộ Tư pháp điều tra các đối thủ chính trị và Joe Biden, và sa thải các Tổng chưởng lý không tuân thủ ông. Trump đã kêu gọi tước bỏ các biện pháp bảo vệ việc làm cho hàng nghìn nhân viên công vụ sự nghiệp và thay thế họ bằng những người trung thành với chính trị nếu bị coi là 'chướng ngại vật đối với chương trình nghị sự của ông' trong các cơ quan liên bang, Cộng đồng Tình báo Hoa Kỳ, Bộ Ngoại giao và Bộ Quốc phòng. Trump đã đề xuất thiết lập một bài kiểm tra công vụ mới do chính ông tạo ra để kiểm tra lòng trung thành của các công chức liên bang. Trump đã hứa sẽ trấn áp những người tố giác được luật pháp bảo vệ và thành lập một cơ quan độc lập để "giám sát" các cơ quan tình báo.
Các đề xuất của Trump dựa trên cách giải thích tối đa của lý thuyết hành pháp thống nhất. Lý thuyết này bác bỏ khái niệm về sự phân chia quyền lực và rằng chính phủ bao gồm ba nhánh riêng biệt nhưng Điều Hai của Hiến pháp Hoa Kỳ trao cho Tổng thống quyền lực tuyệt đối. Lý thuyết này được ghi nhận là phù hợp với suy nghĩ của Trump do những bình luận được đưa ra vào năm 2019, trong đó ông tuyên bố "Tôi có Điều 2, trong đó tôi có quyền làm bất cứ điều gì tôi muốn với tư cách là tổng thống". Những đề xuất như vậy sẽ được thực hiện thông qua việc tái giới thiệu Biểu F ban đầu được đưa ra vào cuối nhiệm kỳ tổng thống trước đây của Trump, theo đó sẽ tước bỏ các biện pháp bảo vệ công chức của hàng chục nghìn công chức để được bổ nhiệm theo ý muốn với những người trung thành với Trump được Dự án 2025 của The Heritage Foundation xác định. Các cải cách đã được mô tả là sự áp đặt lại hệ thống chiến lợi phẩm của Jackson. Trump đã tuyên bố ý định của mình là chứng kiến những cải cách này được hoàn thành để loại bỏ tận gốc "nhà nước ngầm", ông tuyên bố: "Chúng ta sẽ trục xuất những kẻ hiếu chiến khỏi chính phủ của chúng ta. Chúng ta sẽ trục xuất những kẻ toàn cầu hóa. Chúng ta sẽ trục xuất những người cộng sản, những người theo chủ nghĩa Marx và những kẻ phát xít. Và chúng ta sẽ loại bỏ tầng lớp chính trị bệnh hoạn ghét đất nước chúng ta."

### Sử dụng Đạo luật nổi loạn
Trump và các đồng minh của ông được cho là đã soạn thảo các sắc lệnh hành pháp để kích hoạt Đạo luật nổi loạn vào ngày đầu tiên nhậm chức tổng thống của ông để cho phép quân đội dập tắt các cuộc biểu tình dân sự chống lại ông. Khi vận động tranh cử ở Iowa, Trump tuyên bố ông sẽ triển khai quân đội tại các thành phố và tiểu bang của Đảng Dân chủ. Đạo luật nổi loạn sẽ được sử dụng để cho phép quân đội giam giữ những người di cư ở biên giới phía nam. Trump đã đề xuất hủy bỏ Đạo luật Posse Comitatus.

### Thực thi pháp luật
Trump đã đưa ra những tuyên bố mâu thuẫn liên quan đến việc ủng hộ thực thi pháp luật trong chiến dịch tranh cử năm 2024 của mình, đáng chú ý là việc chạy trên nền tảng ủng hộ 'luật pháp và trật tự' của cảnh sát trong khi cũng tấn công lực lượng thực thi pháp luật của tiểu bang và liên bang được coi là không thân thiện với chính ông hoặc liên quan đến nhiều hành vi kích động tội phạm của ông. Trump đã mô tả nước Mỹ là nơi bạo lực và đầy rẫy tội phạm trong suốt chiến dịch tranh cử. Trump đã tuyên bố rằng số liệu thống kê của FBI cho thấy tỷ lệ giết người đã giảm 6% vào năm 2022 và 13% vào năm 2023 là "một lời nói dối". Trump đã đưa ra những tuyên bố sai sự thật về "làn sóng tội phạm di cư" không được dữ liệu quốc gia hỗ trợ.
Trump trước đây đã kêu gọi cắt quỹ cho FBI và Bộ Tư pháp để đáp lại các cuộc điều tra của họ về nỗ lực lật ngược cuộc bầu cử năm 2020 của ông và cách ông xử lý các tài liệu mật. Dự án 2025 liên kết với Trump đã kêu gọi chấm dứt FBI và cắt giảm quỹ cho DOJ. Trump đã nhiều lần tuyên bố ý định để Bộ Tư pháp điều tra các đối thủ chính trị trong nước, thẩm phán, công tố viên và nhân chứng liên quan đến các phiên tòa hình sự của ông. Tờ Washington Post trước đây đã đưa tin về kế hoạch của Trump nhằm sử dụng Bộ Tư pháp để truy tố những người chỉ trích cựu tổng thống, bao gồm cựu tổng chưởng lý Bill Barr và cựu chánh văn phòng John F. Kelly.
Trump thường xuyên chỉ trích những gì ông coi là hạn chế được nhận thức đối với việc cảnh sát sử dụng vũ lực, ủng hộ lập trường cứng rắn hơn đối với các chính quyền địa phương nhận được tài trợ của liên bang bằng cách thúc đẩy việc khôi phục các chính sách dừng và khám xét. Ông cũng lên tiếng ủng hộ việc bắn những kẻ tình nghi trộm cắp vặt và giết người ngoài vòng pháp luật đối với những người phạm tội vị thành niên, cũng như việc thực hiện án tử hình đối với những kẻ buôn lậu. Trump cũng ủng hộ việc thực hiện quyền miễn trừ có điều kiện và bồi thường đầy đủ cho các nhân viên thực thi pháp luật, một động thái mà các chuyên gia tin rằng phần lớn là không cần thiết và chỉ đơn giản là để củng cố các giao thức hiện tại của cảnh sát.

### Kinh tế và thương mại
Chính sách thương mại mà Trump tuyên bố liên quan đến việc Hoa Kỳ tách khỏi nền kinh tế toàn cầu và khiến đất nước trở nên tự chủ hơn và thể hiện sức mạnh của mình thông qua các giao dịch thương mại riêng lẻ. Tờ New York Times đã tuyên bố nếu được ban hành, những thay đổi mà Trump đề xuất sẽ có tác động lớn đến việc làm, giá cả, các liên minh toàn cầu và có nguy cơ gây ra một cuộc chiến tranh thương mại toàn cầu. Điều này sẽ được thực hiện thông qua mức thuế cơ sở phổ quát là 10% đối với tất cả hàng nhập khẩu, với các hình phạt gia tăng nếu các đối tác thương mại thao túng tiền tệ của họ hoặc tham gia vào các hoạt động thương mại không công bằng. Trump cũng đã kêu gọi áp dụng mức thuế 100% đối với ô tô được sản xuất bên ngoài Hoa Kỳ và mức thuế tối thiểu 60% đối với hàng hóa Trung Quốc. Trump tuyên bố kế hoạch thúc giục Quốc hội thông qua "Đạo luật thương mại có đi có lại của Trump" để trao cho tổng thống quyền áp đặt mức thuế có đi có lại đối với bất kỳ quốc gia nào áp dụng mức thuế này đối với Hoa Kỳ. Các chính sách của Trump được mô tả là theo chủ nghĩa bảo hộ, theo chủ nghĩa trọng thương mới hoặc chủ nghĩa tự cung tự cấp. Các chính sách thương mại của Trump được ghi nhận là nhằm vào Trung Quốc. Tờ Washington Post đưa tin vào tháng 1 năm 2024 rằng Trump đang chuẩn bị cho một "cuộc chiến thương mại lớn" với Trung Quốc. Trump đã đề xuất một kế hoạch bốn năm để loại bỏ dần việc nhập khẩu các mặt hàng thiết yếu của Trung Quốc như đồ điện tử, thép và dược phẩm. Trump đề xuất buộc các chủ sở hữu Trung Quốc phải bán bất kỳ khoản nắm giữ nào "gây nguy hiểm cho an ninh quốc gia của Hoa Kỳ" và cấm Trung Quốc nắm giữ cơ sở hạ tầng quan trọng trong các lĩnh vực năng lượng, công nghệ và nông nghiệp, cùng những lĩnh vực khác.
Trump đã tuyên bố ý định thiết lập các chính sách chống quản lý và cắt giảm các quy định mà ông tin là kìm hãm việc tạo việc làm. Trump đã tuyên bố ông có ý định thiết lập thêm các đợt cắt giảm thuế cá nhân và thuế doanh nghiệp ngoài các đợt cắt giảm thuế trước đó vào năm 2017. The Economist cho biết việc gia hạn sẽ làm trầm trọng thêm "quỹ đạo tài chính tồi tệ" của Hoa Kỳ. Trump đã lập luận rằng việc giữ mức thuế thấp đối với người giàu sẽ làm tăng việc tạo việc làm. Trump đã đề xuất xóa bỏ thuế thu nhập và thay thế bằng "chính sách thuế quan toàn diện". Phân tích về kế hoạch cho thấy nó sẽ tạo ra một hệ thống thuế thụt lùi sẽ làm tăng giá không cân xứng cho các hộ gia đình thuộc tầng lớp trung lưu và thấp hơn và có lợi cho người giàu. Trump đã đề xuất xóa bỏ thuế liên bang đối với tiền boa trong nỗ lực thu hút cử tri thuộc tầng lớp lao động. Ủy ban Ngân sách Liên bang Có trách nhiệm ước tính kế hoạch này sẽ dẫn đến khoản lỗ từ 150 đến 250 tỷ đô la trong doanh thu liên bang trong mười năm tới và một số nhà phê bình ở cả cánh tả và cánh hữu cho rằng nó sẽ không mang lại nhiều sự cứu trợ cho người lao động và có khả năng dẫn đến việc tăng thuế đối với "tất cả những người khác". Trump cũng tuyên bố rằng ông sẽ xóa bỏ thuế thu nhập liên bang đối với thu nhập an sinh xã hội dành cho người cao tuổi.
Vào ngày 15 tháng 4 năm 2024, Politico đưa tin rằng các cố vấn kinh tế thân cận với Trump đã soạn thảo kế hoạch phá giá đồng đô la Mỹ nếu đắc cử nhiệm kỳ thứ hai. Kế hoạch này nhằm mục đích giảm thâm hụt thương mại và làm cho hàng xuất khẩu của Hoa Kỳ rẻ hơn, nhưng cũng sẽ làm tăng lạm phát, mời gọi sự trả đũa từ các quốc gia khác và đe dọa vai trò của đồng đô la như là đồng tiền dự trữ thống trị thế giới.
Vào ngày 26 tháng 4 năm 2024, The Wall Street Journal đưa tin các đồng minh của Trump có kế hoạch hạn chế đáng kể tính độc lập của Cục Dự trữ Liên bang nếu Trump thắng cử. Đáng chú ý là các kế hoạch cho phép tổng thống trực tiếp thiết lập lãi suất, bãi nhiệm Chủ tịch Jerome Powell trước khi nhiệm kỳ của ông hết hạn vào năm 2026 và đặt Fed dưới sự giám sát của OMB. Trump tuyên bố trong một cuộc họp báo vào tháng 8 năm 2024 tại Mar-a-Lago rằng ông "[cảm thấy] tổng thống ít nhất nên có [một] tiếng nói ở đó" liên quan đến các quyết định về lãi suất của Cục Dự trữ Liên bang. Dự án 2025 liên kết với Trump cũng có kế hoạch giải thể Bộ Thương mại.
Lạm phát gia tăng đã trở thành lời chỉ trích phổ biến hơn đối với các kế hoạch kinh tế của Trump. Vào tháng 6 năm 2024, 16 người đoạt giải Nobel Kinh tế đã ký một bức thư ngỏ lập luận rằng các chính sách tài khóa và thương mại của Trump cùng với những nỗ lực hạn chế sự độc lập của Cục Dự trữ Liên bang sẽ làm bùng phát lại làn sóng lạm phát ở Hoa Kỳ. Hầu hết các nhà kinh tế được WSJ khảo sát vào tháng 7 năm 2024 đều nhận thấy rằng lạm phát sẽ tồi tệ hơn dưới thời Trump so với Biden, một phần là do thuế quan, lệnh đàn áp nhập cư bất hợp pháp và thâm hụt lớn hơn.

### Nhập cư
The New York Times đưa tin rằng Trump đã lên kế hoạch "mở rộng cực độ cuộc đàn áp nhập cư trong nhiệm kỳ đầu tiên của mình", bao gồm "chuẩn bị tập hợp những người không có giấy tờ đã ở Hoa Kỳ trên quy mô lớn và giam giữ họ trong các trại tị nạn rộng lớn trong khi họ chờ bị trục xuất", và rằng nó "tương đương với một cuộc tấn công vào nhập cư ở quy mô chưa từng thấy trong lịch sử hiện đại của Hoa Kỳ". Tờ New York Times cũng đưa tin rằng các cố vấn của Trump đang chuẩn bị một chiến lược 'blitz' được thiết kế để áp đảo các luật sư về quyền của người nhập cư, và rằng các kế hoạch của ông sẽ dựa trên các luật hiện hành mà không cần luật mới, mặc dù luật như vậy cũng có khả năng sẽ được thử nghiệm. Các kế hoạch của Trump dự kiến sẽ gặp phải những thách thức đáng kể của Tòa án Tối cao và gây ra sự lao động xã hội và kinh tế, đặc biệt là trong các lĩnh vực nhà ở, nông nghiệp và dịch vụ.
Trump đã tuyên bố rằng kế hoạch của ông sẽ theo "mô hình Eisenhower", ám chỉ Chiến dịch Wetback năm 1954, phát biểu trước đám đông ở Iowa: "Theo mô hình Eisenhower, chúng tôi sẽ thực hiện chiến dịch trục xuất trong nước lớn nhất trong lịch sử Hoa Kỳ". Để đạt được mục tiêu trục xuất hàng triệu người mỗi năm, Trump đã tuyên bố ý định mở rộng hình thức trục xuất không yêu cầu các phiên điều trần theo đúng thủ tục, điều này sẽ được thực hiện bởi các cơ quan trục xuất nhanh chóng của Bộ luật Hoa Kỳ § 1225; viện dẫn Đạo luật Kẻ thù Người ngoài hành tinh trong Đạo luật Người ngoài hành tinh và Phản loạn năm 1798; và viện dẫn Đạo luật Nổi loạn năm 1807 để cho phép quân đội bắt giữ những người di cư và do đó bỏ qua Đạo luật Posse Comitatus. Trump sẽ điều động các đặc vụ liên bang đến Cơ quan Thực thi Di trú và Hải quan và thay thế các sĩ quan cảnh sát và cảnh sát trưởng địa phương, các đặc vụ của Cục Rượu, Thuốc lá, Súng và Chất nổ, Cục Quản lý Thực thi Ma túy và các binh lính Vệ binh Quốc gia tình nguyện của các tiểu bang Cộng hòa sẽ được gửi đến các tiểu bang xanh. Các cá nhân sẽ được đưa vào các trại lớn được xây dựng bằng tiền được chuyển hướng từ ngân sách quân sự trong trường hợp Quốc hội từ chối cấp kinh phí. Các cuộc đột kích của ICE sẽ được mở rộng để bao gồm các cuộc đột kích tại nơi làm việc và truy quét ở những nơi công cộng. Sau khi bị bắt, Stephen Miller đã tuyên bố rằng những người nhập cư sẽ được đưa đến "khu vực tập trung quy mô lớn gần biên giới, rất có thể là ở Texas" để bị giam giữ trong các trại tập trung trước khi trục xuất. Trump cũng đã nói về việc tập hợp những người vô gia cư ở các thành phố xanh và giam giữ họ trong các trại. Nhóm Trump cũng sẽ cố gắng lật ngược thỏa thuận Flores ngăn chặn việc giam giữ trẻ em vô thời hạn.
Trump đã hứa sẽ khôi phục lệnh cấm nhập cảnh đối với những cá nhân từ một số quốc gia có đa số dân theo đạo Hồi, và yêu cầu Trung tâm Kiểm soát và Phòng ngừa Dịch bệnh áp đặt lại các hạn chế thời kỳ COVID đối với các yêu cầu xin tị nạn bằng cách khẳng định những người di cư mang theo các bệnh truyền nhiễm như cúm, lao và ghẻ. Trump đã nói rằng ông sẽ xây dựng thêm bức tường biên giới và di chuyển hàng nghìn quân hiện đang đồn trú ở nước ngoài đến biên giới phía nam.
Các đề xuất khác bao gồm: cấm cấp thị thực cho sinh viên nước ngoài tham gia biểu tình chống Israel hoặc ủng hộ Palestine; đình chỉ chương trình tị nạn của Hoa Kỳ; chỉ đạo các viên chức lãnh sự Hoa Kỳ mở rộng sàng lọc tư tưởng đối với những người nộp đơn bị coi là có thái độ không mong muốn; thu hồi tình trạng bảo vệ tạm thời đối với những cá nhân đang sống tại Hoa Kỳ, bao gồm cả người Afghanistan chuyển đến Hoa Kỳ sau khi Taliban tiếp quản Afghanistan năm 2021, trong khi những người đã giúp lực lượng Hoa Kỳ sẽ được 'kiểm tra lại' để xem họ có thực sự làm vậy hay không; chấm dứt quyền công dân theo nơi sinh đối với trẻ sơ sinh sinh ra tại Hoa Kỳ có cha mẹ không có giấy tờ; sử dụng ngoại giao cưỡng bức bằng cách đưa hợp tác nhập cư trở thành điều kiện cho bất kỳ cam kết song phương nào; khôi phục 'Ở lại Mexico'; và khôi phục tình trạng 'quốc gia thứ ba an toàn' với một số quốc gia ở Trung Mỹ và mở rộng sang Châu Phi, Châu Á và Nam Mỹ.
Chiến dịch tranh cử của Trump đã tuyên bố ý định trục xuất những người nhận DACA sau khi nỗ lực trước đó của ông đã thất bại vào năm 2020 với tỷ lệ bỏ phiếu 5–4 tại Tòa án Tối cao trong vụ Bộ An ninh Nội địa kiện Hội đồng quản trị Đại học California. Chiến dịch tranh cử của Trump chưa tuyên bố liệu họ có khôi phục lại các chính sách tách trẻ em trước đây của Trump hay không.
Trong suốt tháng 1 và đầu tháng 2 năm 2024, Trump đã thành công kêu gọi Hạ viện và Thượng viện Cộng hòa hủy bỏ một thỏa thuận nhập cư lưỡng đảng để giải quyết cuộc khủng hoảng biên giới Mexico-Hoa Kỳ bao gồm một số đề xuất bảo thủ được mong đợi. Trump tuyên bố rằng điều đó sẽ làm tổn hại đến cơ hội tái đắc cử của ông và Đảng Cộng hòa cũng như khả năng đưa vấn đề nhập cư ra tranh cử như một vấn đề chiến dịch.

### Chính sách đối ngoại
Chiến dịch tranh cử năm 2024 của Trump đã nhắc lại chương trình nghị sự chính sách đối ngoại "Nước Mỹ trên hết" theo chủ nghĩa cô lập của mình. Trump đã tuyên bố rằng ngay cả trước khi nhậm chức, ông sẽ kết thúc Chiến tranh Nga-Ukraina trong vòng 24 giờ, ngăn chặn "dòng chảy vô tận của kho báu Mỹ vào Ukraine" và yêu cầu người châu Âu hoàn trả cho Hoa Kỳ chi phí xây dựng lại kho dự trữ của mình. Trump trước đó đã tuyên bố rằng ông có khả năng sẽ công nhận việc Nga sáp nhập Krym bất hợp pháp, và đưa ra những gợi ý rằng ông có thể ngăn chặn chiến tranh bằng cách nhượng lại một số phần miền đông Ukraine cho Nga. Vào tháng 6 năm 2024, Trump mô tả Tổng thống Ukraine Volodymyr Zelenskyy là "có lẽ là người bán hàng vĩ đại nhất trong số bất kỳ chính trị gia nào từng sống ... Mỗi lần ông ấy đến đất nước chúng ta, ông ấy lại ra về với 60 tỷ đô la ... Điều đó không bao giờ kết thúc ... Tôi sẽ giải quyết vấn đề đó trước khi vào Nhà Trắng với tư cách là tổng thống đắc cử".
Trump đã hứa sẽ "đánh giá lại cơ bản" mục đích và sứ mệnh của NATO. Trong thời gian trước đây làm tổng thống, Trump đã nhiều lần hạ thấp liên minh NATO và nhiều lần đề xuất rút Hoa Kỳ khỏi liên minh. Trump trước đây đã đưa ra những bình luận đặt câu hỏi về việc có nên bảo vệ một đồng minh NATO hay không tùy thuộc vào việc họ có "hoàn thành nghĩa vụ của mình đối với chúng ta" hay không, gọi Liên minh châu Âu là "kẻ thù" dựa trên "những gì họ làm với chúng ta trong thương mại" và đã đưa ra những tuyên bố gần đây đặt câu hỏi về giá trị của các liên minh. Vào ngày 9 tháng 1 năm 2024, Thierry Breton tuyên bố rằng vào tháng 1 năm 2020 trong Diễn đàn Kinh tế Thế giới ở Davos, Trump đã nói với Ursula von der Leyen rằng "nếu châu Âu bị tấn công, chúng tôi sẽ không bao giờ đến giúp đỡ và hỗ trợ các bạn", và rằng "NATO đã chết, và chúng tôi sẽ rời đi, chúng tôi sẽ rời khỏi NATO", cùng với tuyên bố rằng Đức nợ Mỹ 400 tỷ đô la cho quốc phòng. Vào ngày 10 tháng 1 năm 2024, trả lời câu hỏi về cam kết của mình đối với NATO trong một cuộc họp thị trấn của Fox News, Trump tuyên bố rằng "NATO đã lợi dụng đất nước chúng ta" và đưa ra điều kiện cam kết của NATO dựa trên "liệu họ có đối xử tử tế với chúng ta hay không". Trước đó, Trump đã cố gắng rút quân khỏi Đức vào cuối nhiệm kỳ tổng thống của mình do tức giận với Thủ tướng khi đó là Angela Merkel, nhưng lệnh này đã bị Tổng thống Biden hủy bỏ. Trump đã đề xuất rút quân khỏi Hàn Quốc nếu nước này không trả nhiều tiền hơn để hỗ trợ quân đội Hoa Kỳ ở đó.
Trong một cuộc biểu tình vào tháng 2 năm 2024 tại South Carolina, Trump đã thảo luận về một cuộc trò chuyện trước đây mà ông đã có khi còn là tổng thống, kể lại một nhà lãnh đạo nước ngoài từ NATO hỏi Trump sẽ làm gì nếu "chúng ta không trả tiền và chúng ta bị Nga tấn công", và Trump trả lời rằng ông sẽ không bảo vệ quốc gia NATO "thiếu trách nhiệm", thay vào đó, ông sẽ "khuyến khích" Nga "làm bất cứ điều gì họ muốn". Trump nhắc lại lập trường của mình về các thành viên NATO vài ngày sau đó, tuyên bố rằng "nếu họ không trả tiền, chúng ta sẽ không bảo vệ".
Trump đã lên tiếng ủng hộ Israel trong cuộc chiến Israel–Hamas, và tuyên bố rằng họ phải "kết thúc vấn đề". Trump trước đó đã hứa sẽ cấm cư dân Gaza nhập cảnh vào Hoa Kỳ thông qua lệnh cấm đi lại kéo dài. Trump đã tuyên bố rằng ông sẽ ngăn chặn các cuộc biểu tình của người Palestine, trục xuất những người biểu tình và "làm chậm phong trào này lại 25 hoặc 30 năm".
Trump đã đề xuất gửi lực lượng vũ trang vào Mexico để chống lại các băng đảng ma túy.

### Phá thai và tránh thai
Trump đã được các nhà phân tích ghi nhận vì cố gắng đạt được lập trường trung dung về phá thai mặc dù trước đó tự gọi mình là "tổng thống ủng hộ sự sống nhất từ trước đến nay", và nhận công vì đã bổ nhiệm các thẩm phán Tòa án Tối cao chịu trách nhiệm lật ngược phán quyết Roe kiện Wade. Vào ngày 8 tháng 4 năm 2024, Trump nhắc lại rằng ông "tự hào chịu trách nhiệm" trong việc lật ngược phán quyết Roe kiện Wade, nhưng ủng hộ việc để các tiểu bang quyết định vấn đề phá thai. Trump đã tuyên bố rằng ông sẽ cho phép các tiểu bang cộng hòa theo dõi thai kỳ của phụ nữ và truy tố những người vi phạm lệnh cấm phá thai.
Vào tháng 9 năm 2023, Trump không nêu rõ ông có ủng hộ lệnh cấm phá thai trong 15 tuần hay không, mà chỉ nói rằng "Tôi sẽ không nói rằng tôi sẽ ủng hộ hoặc không ủng hộ" nhưng tuyên bố rằng lệnh cấm phá thai trong sáu tuần của Ron DeSantis là "khủng khiếp" và sau đó chỉ trích lệnh cấm phá thai gần như hoàn toàn của Arizona. Vào tháng 3 năm 2024, Trump tuyên bố rằng ông đang nghiêng về lệnh cấm phá thai trên toàn quốc trong 15 tuần với các trường hợp ngoại lệ, thừa nhận rằng "bạn phải giành chiến thắng trong các cuộc bầu cử".
Trump trước đây đã đưa ra những tuyên bố mâu thuẫn về lập trường của mình về phá thai. Năm 1999, với tư cách là thành viên của Đảng Cải cách, Trump tuyên bố rằng ông "rất ủng hộ quyền lựa chọn". Trong chiến dịch tranh cử năm 2016, Trump tuyên bố rằng phụ nữ nên bị trừng phạt vì phá thai, và tuyên bố ông sẽ bổ nhiệm các thẩm phán ủng hộ quyền được sống vào Tòa án Tối cao. Vào ngày 24 tháng 6 năm 2022, Trump đã nhận công lao bổ nhiệm các thẩm phán chịu trách nhiệm cho phán quyết Dobbs. Vào ngày 17 tháng 5 năm 2023, Trump đã nhận công lao chấm dứt Roe, tuyên bố trên Truth Social, "Sau 50 năm thất bại, không ai có thể làm được, tôi đã có thể bãi bỏ Roe v. Wade, khiến mọi người "sốc" và lần đầu tiên đưa phong trào Pro Life vào thế đàm phán mạnh mẽ hơn những người cấp tiến sẵn sàng giết trẻ sơ sinh ngay cả khi chúng đã 9 tháng tuổi và hơn thế nữa. Nếu không có tôi, sẽ không có 6 tuần, 10 tuần, 15 tuần hoặc bất kỳ con số nào cuối cùng được thống nhất. Nếu không có tôi, phong trào Pro Life sẽ tiếp tục thua. Cảm ơn Tổng thống TRUMP!!!"  Vào ngày 10 tháng 1 năm 2024, trong một cuộc họp thị trấn của Fox News, Trump tuyên bố rằng "trong 54 năm, họ đã cố gắng chấm dứt Roe v. Wade và tôi đã làm được. Và tôi tự hào vì đã làm được điều đó." Ông cũng nhắc lại sự phản đối của mình đối với Ron DeSantis và lệnh cấm phá thai trong sáu tuần của Florida.
Khi được hỏi hai lần trong một cuộc phỏng vấn trên truyền hình về việc liệu ông có ủng hộ việc hạn chế biện pháp tránh thai hay không, Trump tuyên bố ông "đang xem xét điều đó" và sẽ sớm công bố chính sách về biện pháp tránh thai, và bình luận thêm: "Mọi thứ thực sự liên quan rất nhiều đến các tiểu bang và một số tiểu bang sẽ có chính sách khác với những tiểu bang khác". Sau những lời chỉ trích, Trump đã rút lại và tuyên bố rằng ông sẽ "không bao giờ ủng hộ" việc hạn chế biện pháp kiểm soát sinh đẻ nhưng không rút lại đề xuất của mình về việc có thể cho phép các tiểu bang hạn chế chúng. Trump trước đây đã tuyên bố rằng ông cảm thấy "rất mạnh mẽ" về Đạo luật Comstock thế kỷ 19 cấm việc gửi mifepristone, biện pháp kiểm soát sinh đẻ và các loại thuốc phá thai khác và rằng ông sẽ đưa ra tuyên bố về vấn đề này.

### Dịch vụ xã hội và chăm sóc sức khỏe
Trump đã hứa sẽ thay thế Đạo luật Chăm sóc Giá cả phải chăng nếu được bầu làm tổng thống. Một số thượng nghị sĩ Đảng Cộng hòa đã ra tín hiệu cởi mở để hủy bỏ và thay thế ACA. Chưa có thông tin cụ thể nào về kế hoạch thay thế được tiết lộ. Trump trước đây đã cố gắng bãi bỏ ACA vào năm 2017.
Trong một cuộc phỏng vấn ngày 11 tháng 3 năm 2024, Trump đã ám chỉ rằng ông sẵn sàng cắt giảm các chương trình phúc lợi như An sinh xã hội và Medicare, mà sau đó chiến dịch tranh cử của Trump tuyên bố chỉ đơn thuần là "cắt giảm lãng phí" và rằng ông sẽ bảo vệ các chương trình này. Trump trước đây đã ám chỉ khi còn là tổng thống vào năm 2020 rằng ông sẽ "vào một thời điểm nào đó" xem xét cắt giảm các chương trình phúc lợi, và các đề xuất ngân sách trước đây của Trump đã ám chỉ một số khoản cắt giảm đối với các chương trình. Trong cuộc bầu cử sơ bộ của Đảng Cộng hòa, Trump đã tấn công những người đối lập của mình bằng cách ám chỉ rằng họ sẽ cắt giảm các phúc lợi phúc lợi.
Trump đã tuyên bố ý định của mình là buộc những người vô gia cư phải chấp nhận điều trị ma túy hoặc phải đối mặt với việc bị bắt giữ. Trump đã tuyên bố rằng ông có ý định di dời những người vô gia cư ra khỏi các thành phố để "mở những lô đất lớn giá rẻ" để tìm cách điều trị.

### Quyền LGBT và quyền công dân
Chiến dịch tranh cử của Trump đã tuyên bố ý định diễn giải lại các biện pháp bảo vệ thời kỳ Dân quyền hiện có dành cho các nhóm thiểu số để chống lại "chủ nghĩa phân biệt chủng tộc chống người da trắng". Theo Axios, Bộ Tư pháp của Trump sẽ "thúc đẩy việc xóa bỏ hoặc đảo ngược các chương trình trong chính phủ và doanh nghiệp Hoa Kỳ được thiết kế để chống lại chủ nghĩa phân biệt chủng tộc thiên vị người da trắng". Trump đã tuyên bố rằng có "một cảm giác chống người da trắng rõ ràng trong nước". Các cố vấn của Trump đã tuyên bố Trump sẽ hủy bỏ các Sắc lệnh Hành pháp của Biden được thiết kế để thúc đẩy sự đa dạng và công bằng chủng tộc.
Trump đã hứa sẽ bãi bỏ quyền của người chuyển giới. Trump tuyên bố ông sẽ hủy bỏ các biện pháp bảo vệ theo Đạo luật IX của Biden "ngay từ ngày đầu tiên" đối với học sinh chuyển giới sử dụng phòng tắm, phòng thay đồ và đại từ phù hợp với bản dạng giới của họ. Trump đã tuyên bố rằng ông sẽ yêu cầu Quốc hội thông qua một dự luật nêu rõ rằng Hoa Kỳ sẽ chỉ công nhận hai giới tính được xác định khi sinh ra và đã hứa sẽ trấn áp việc chăm sóc khẳng định giới tính. Trump đã tuyên bố rằng các bệnh viện và nhà cung cấp dịch vụ chăm sóc sức khỏe cung cấp hormone chuyển tiếp hoặc phẫu thuật sẽ không còn đủ điều kiện nhận tài trợ của liên bang, bao gồm cả tài trợ của Medicare và Medicaid. Trump đã tuyên bố rằng ông sẽ thúc đẩy việc cấm can thiệp bằng hormone và phẫu thuật đối với trẻ vị thành niên ở tất cả 50 tiểu bang.
Trump đã hứa sẽ "gây hậu quả nghiêm trọng" cho những giáo viên "gợi ý với trẻ em rằng chúng có thể bị mắc kẹt trong cơ thể sai". Trước đó, Trump đã xóa bỏ các biện pháp bảo vệ theo Đạo luật IX để đảm bảo thanh thiếu niên chuyển giới có thể sử dụng phòng tắm theo ý muốn của họ và đã thực hiện các bước để bãi bỏ các biện pháp bảo vệ người chuyển giới trong Đạo luật Chăm sóc Giá cả phải chăng.
Chiến dịch của Trump đã chấp nhận nhiều hơn về quyền của người đồng tính nữ, đồng tính nam và song tính. Trump đã đóng góp vào việc soạn thảo một số phần của nền tảng năm 2024 của Đảng Cộng hòa. Ông ủng hộ lập trường khoan dung hơn về hôn nhân đồng giới và đã xóa bỏ thành công ngôn ngữ ủng hộ liệu pháp chuyển đổi.

### Giáo dục
Trump đã cam kết chấm dứt Bộ Giáo dục, với lý do là nó đã bị "những kẻ cuồng tín cấp tiến và những người theo chủ nghĩa Marx" xâm nhập, nhưng cũng cam kết sẽ gây ảnh hưởng đến các quận trường học và trường đại học địa phương bằng cách ưu tiên tài trợ cho các trường bãi bỏ chế độ công tác lâu dài của giáo viên, áp dụng chế độ trả lương theo thành tích và cho phép phụ huynh bầu trực tiếp hiệu trưởng nhà trường. Trump đã nói rằng ông sẽ từ chối tài trợ cho bất kỳ trường nào có lệnh bắt buộc đeo khẩu trang hoặc tiêm vắc-xin. Trump đã tuyên bố ủng hộ việc giáo viên mang theo vũ khí giấu kín và cung cấp kinh phí để các trường thuê lính canh có vũ trang. Trump đã nói rằng ông sẽ yêu cầu các trường đại học "bảo vệ truyền thống của Mỹ và nền văn minh phương Tây" và thanh trừng các chương trình đa dạng.
Trump đã tuyên bố ý định thúc đẩy việc cầu nguyện trong các trường công lập và tuyên bố ông sẽ đấu tranh cho "nền giáo dục yêu nước" sẽ "dạy học sinh yêu đất nước của mình, không phải ghét đất nước như cách họ đang được dạy hiện nay" và sẽ thúc đẩy "gia đình hạt nhân" bao gồm "vai trò của những người mẹ và người cha" và "những điều khiến đàn ông và phụ nữ khác biệt và độc đáo". Trump đã tuyên bố ông sẽ cắt giảm nguồn tài trợ liên bang cho các chương trình bao gồm "lý thuyết chủng tộc phê phán, hệ tư tưởng giới tính hoặc các nội dung chủng tộc, tình dục hoặc chính trị không phù hợp khác đối với trẻ em của chúng ta". Trump đã tuyên bố ông sẽ cho phép sử dụng tiền công quỹ cho mục đích hướng dẫn tôn giáo riêng".
Trump cũng đã đề xuất một "Học viện Hoa Kỳ", một trường đại học trực tuyến miễn phí mở cửa cho tất cả người Mỹ được tài trợ bằng thuế từ các khoản tài trợ của các trường đại học có nguồn tài trợ lớn.

### Năng lượng, môi trường và biến đổi khí hậu
Trump đang chạy trên một nền tảng phủ nhận biến đổi khí hậu. Trump đã nhiều lần nhắc đến chính sách năng lượng của mình theo câu thần chú "khoan, cưng, khoan", hoặc "khoan, khoan, khoan", và đã hứa sẽ tăng cường khoan dầu trên đất công và cung cấp các khoản giảm thuế cho các nhà sản xuất dầu, khí đốt và than. Trump đã tuyên bố mục tiêu của mình là Hoa Kỳ sẽ có chi phí điện và năng lượng thấp nhất trong số bất kỳ quốc gia nào trên thế giới.
Trump đã hứa sẽ hủy bỏ các sáng kiến về xe điện và hủy bỏ các giới hạn khí thải ống xả do EPA đề xuất, theo đó 54% xe mới phải chạy bằng điện vào năm 2030. Trump đã đề xuất rời khỏi Hiệp định Khí hậu Paris, chấm dứt trợ cấp năng lượng gió và loại bỏ các quy định nhắm vào bóng đèn sợi đốt, bếp gas, máy rửa chén và vòi hoa sen. Trump đã soạn thảo các sắc lệnh hành pháp để rút Hoa Kỳ khỏi Công ước khung của Liên hợp quốc về Biến đổi Khí hậu. Trước đây, Trump đã hủy bỏ hơn 125 quy tắc và chính sách về môi trường được thiết kế để giảm lượng khí thải làm nóng hành tinh trong nhiệm kỳ tổng thống trước của mình. Các kế hoạch do Heritage Foundation soạn thảo như một phần của Dự án 2025 hứa hẹn sẽ "hủy bỏ tất cả các khoản tiền chưa chi" theo Đạo luật Giảm lạm phát, cắt giảm tài trợ cho Cơ quan Bảo vệ Môi trường và đóng cửa các văn phòng năng lượng tái tạo của Bộ Năng lượng. Trump đã nói rằng ông sẽ chấm dứt mọi chính sách liên bang hỗ trợ xe điện và áp dụng mức thuế 100% đối với xe điện nhập khẩu từ Mexico, và sẽ dừng mọi dự án năng lượng gió ngoài khơi "vào ngày đầu tiên" nhậm chức tổng thống của ông. Những người phát ngôn cho chiến dịch tranh cử của Trump đã tuyên bố rằng Trump sẽ bãi bỏ quy định về công bố thông tin về khí hậu do Ủy ban Giao dịch và Chứng khoán Hoa Kỳ phê duyệt vào tháng 3 năm 2024, yêu cầu công bố thông tin về rủi ro khí hậu, chính sách quản lý rủi ro khí hậu và kế toán lượng khí thải carbon của các công ty đại chúng, và cũng khôi phục lại một quy định được ban hành trong thời gian chính quyền của ông yêu cầu những người được ủy thác trong cuộc bỏ phiếu ủy quyền theo Đạo luật An ninh Thu nhập Hưu trí của Người lao động năm 1974 chỉ xem xét các lợi ích tiền tệ chứ không phải các yếu tố về môi trường, xã hội và quản trị doanh nghiệp trong các khoản đầu tư cho 401(k) đã bị Cơ quan An ninh Lợi ích Người lao động bãi bỏ trong thời gian chính quyền Biden theo Lệnh Hành pháp 13990.
Trump đã đưa ra nhiều tuyên bố khác nhau trong những năm qua về niềm tin của mình vào biến đổi khí hậu. Từ năm 2011 đến năm 2015, Trump đã đăng tổng cộng 115 dòng tweet thể hiện sự phủ nhận biến đổi khí hậu. Trong chiến dịch tranh cử ban đầu năm 2016, Trump tuyên bố rằng biến đổi khí hậu là một trò lừa bịp, rằng Trung Quốc đang sử dụng huyền thoại về biến đổi khí hậu để giành lợi thế trước Hoa Kỳ và rằng các nhà môi trường đang sử dụng cụm từ biến đổi khí hậu vì hiện tượng nóng lên toàn cầu không tồn tại. Trong một cuộc phỏng vấn vào tháng 10 năm 2018 với 60 Minutes, Trump tuyên bố rằng ông không phủ nhận biến đổi khí hậu và rằng có điều gì đó đang thay đổi, nhưng nghi ngờ rằng nó không phải do con người gây ra và suy đoán rằng đó là một phần của chu kỳ tự nhiên và có thể "quay trở lại", và rằng các nhà khoa học có một chương trình nghị sự chính trị. Vào tháng 1 năm 2019, Trump đã chế giễu một báo cáo của Bộ Quốc phòng nêu rõ tác động của biến đổi khí hậu bằng cách chỉ ra một cơn bão mùa đông lớn vào thời điểm đó. Vào tháng 9 năm 2020, Trump tuyên bố rằng ông tin rằng con người đóng một vai trò nhỏ trong việc gây ra biến đổi khí hậu. Tuy nhiên, trong một cuộc phỏng vấn với Fox vào tháng 3 năm 2022, Trump một lần nữa tuyên bố rằng biến đổi khí hậu là một trò lừa bịp và khí hậu tự nhiên dao động và đề cập đến những lo ngại về sự lạnh đi của toàn cầu trong những năm 1920. Vào tháng 11 năm 2022, Trump đã lặp lại những tuyên bố trong chiến dịch tranh cử chế giễu những nỗ lực giảm phát thải khí nhà kính, Thỏa thuận mới xanh và tuyên bố sai rằng những tác động của biến đổi khí hậu sẽ không xảy ra trong vòng 200 đến 300 năm nữa. Trong chiến dịch tranh cử tổng thống năm 2024, Trump đã lặp lại rằng biến đổi khí hậu do con người gây ra là giả mạo và đã đưa ra những tuyên bố sai sự thật rằng cái chết của cá voi là do tuabin gió. Trump chưa chính thức tuyên bố cách ông sẽ giải quyết vấn đề biến đổi khí hậu nếu được bầu lại vào Nhà Trắng.

## Lời hùng biện
Trump được ghi nhận là sử dụng lời lẽ gay gắt hơn so với lời lẽ được sử dụng trong chiến dịch tranh cử tổng thống trước đó của ông vào năm 2020. Lời lẽ gay gắt hơn hẳn và ngày càng bạo lực của Trump đối với các kẻ thù chính trị của ông đã được các nhà sử học và học giả mô tả là theo chủ nghĩa dân túy, độc đoán, phát xít, và không giống bất cứ điều gì một ứng cử viên chính trị từng nói trong lịch sử Hoa Kỳ. Sau cuộc bầu cử sơ bộ của Đảng Cộng hòa, Trump được ghi nhận là "tăng gấp đôi" lời lẽ kích động thay vì tiết chế để thu hút các cử tri dao động.

### Những tuyên bố độc tài và phản dân chủ

Để gieo rắc sự nghi ngờ về cuộc bầu cử, Trump đã leo thang việc sử dụng các tuyên bố "bầu cử gian lận" và "can thiệp vào bầu cử" trước cuộc bầu cử năm 2024 so với hai cuộc bầu cử trước đó—các tuyên bố được mô tả là một phần của chiến lược hùng biện "đầu tôi thắng; đuôi bạn gian lận".

Chiến dịch tranh cử năm 2024 của Trump đã bị giới truyền thông chỉ trích vì đưa ra những tuyên bố ngày càng bạo lực và độc tài, với một số nhà bình luận và sử gia thậm chí còn gọi lời lẽ của Trump là phát xít, và rằng nó thể hiện sự cứng rắn hơn của ngôn ngữ đã từng được sử dụng trong chiến dịch tranh cử năm 2020 của ông.
Bất chấp những nỗ lực trước đây của Trump nhằm lật ngược cuộc bầu cử tổng thống Hoa Kỳ năm 2020 và đỉnh điểm là vụ tấn công Điện Capitol Hoa Kỳ ngày 6 tháng 1, được mô tả rộng rãi là một nỗ lực đảo chính hoặc tự đảo chính; Trump đã tuyên bố rằng Joe Biden là "kẻ hủy diệt" và là mối đe dọa thực sự đối với nền dân chủ, và đã lặp lại những tuyên bố sai sự thật rằng cuộc bầu cử năm 2020 đã bị gian lận và đánh cắp khỏi ông, điều mà không có bằng chứng nào. Trump trước đây đã tuyên bố rằng ông có quyền "chấm dứt" Hiến pháp để đảo ngược thất bại trong cuộc bầu cử của mình. Các đồng minh của Trump được cho là đã soạn thảo các kế hoạch sử dụng Đạo luật nổi loạn năm 1807 để triển khai quân đội nhằm dập tắt các cuộc biểu tình dân sự chống lại ông vào ngày đầu tiên nhậm chức.
Trump đã nhiều lần tuyên bố rằng ông đã thắng cử năm 2020 như một phần của thuyết âm mưu phong trào phủ nhận bầu cử. Trong một cuộc phỏng vấn vào tháng 5 với tờ Milwaukee Journal Sentinel, Trump cho biết ông sẽ không chấp nhận kết quả bầu cử năm 2024 tại Wisconsin và lặp lại những tuyên bố sai sự thật rằng ông đã thắng cử tại tiểu bang này vào năm 2020. Trong quá trình chuẩn bị cho cuộc bầu cử năm 2024, Đảng Cộng hòa đã đưa ra những tuyên bố sai sự thật về "cuộc bỏ phiếu của những người không phải công dân" hàng loạt của những người nhập cư nhằm mục đích làm mất tính hợp pháp của cuộc bầu cử nếu Trump thua cuộc. Trump và một số Đảng viên Cộng hòa đã tuyên bố rằng họ sẽ không chấp nhận kết quả của cuộc bầu cử năm 2024 nếu họ tin rằng chúng "không công bằng".
Trong một cuộc mít tinh vào tháng 12 năm 2023, Trump đã trích dẫn lời Vladimir Putin lên án nền dân chủ Hoa Kỳ, tuyên bố rằng các cáo buộc hình sự chống lại ông "cho thấy sự thối nát của hệ thống chính trị Hoa Kỳ, vốn không thể giả vờ dạy người khác về nền dân chủ" và ca ngợi Viktor Orbán và Kim Jong-un. Trump đã được ghi nhận là ca ngợi những kẻ chuyên quyền ở nơi công cộng và riêng tư trong chiến dịch năm 2024 của mình. Trong một cuộc biểu tình vào tháng 7 năm 2024 tại Michigan, Trump đã ca ngợi Tập Cận Bình là một "người đàn ông thông minh" vì đã cai trị "bằng nắm đấm sắt" và ca ngợi Orbán và Putin là những nhà lãnh đạo "cứng rắn" và "thông minh".
Chiến dịch tranh cử của Trump được biết đến vì có mối liên hệ chặt chẽ với Dự án 2025, vốn bị chỉ trích nặng nề và được mô tả là một nỗ lực để Trump trở thành một nhà độc tài và là con đường dẫn Hoa Kỳ tới chế độ chuyên quyền, với một số chuyên gia luật chỉ trích nó vì vi phạm luật hiến pháp hiện hành có thể làm suy yếu pháp quyền và sự phân chia quyền lực.

#### Điều tra và bắt giữ các đối thủ chính trị
| Cá nhân          | Loại hình trừng phạt                                 | Chức vụ |
| ---------------- | ---------------------------------------------------- | --- |
| Joe Biden        | Công tố viên đặc biệt, cáo buộc trọng tội, giam cầm. | Tổng thống Hoa Kỳ (2021–nay), Phó Tổng thống (2009–2017) và Thượng nghị sĩ từ Delaware (1973–2009)                                                         |
| Kamala Harris    | Giam cầm.                                            | Phó Tổng thống Hoa Kỳ (2021–nay) và Thượng nghị sĩ từ California (2017–2021)                                                                               |
| Mitch McConnell  | Giam cầm.                                            | Thượng nghị sĩ từ Kentucky (1985–nay) |
| Chuck Schumer    | Giam cầm.                                            | Thượng nghị sĩ từ New York (1999–nay) |
| Mike Pence       | Giam cầm.                                            | Phó Tổng thống Hoa Kỳ (2017–2021) và Thống đốc Indiana (2013–2016)                                                                                         |
| Liz Cheney       | Cáo trạng, tòa án quân sự, phản quốc, giam cầm.      | Đại diện từ Wyoming (2017–2023) |
| Nancy Pelosi     | Giam cầm.                                            | Chủ tịch Hạ viện Hoa Kỳ (2019–2023, 2007–2011) và Đại diện từ California (1987–nay)                                                                        |
| Adam Kinzinger   | Giam cầm.                                            | Đại diện từ Illinois (2017–2023) |
| Adam Schiff      | Cáo trạng, giam cầm.                                 | Đại diện từ California (2001–nay) |
| Jamie Raskin     | Cáo trạng, giam cầm.                                 | Đại diện từ Maryland (2017–nay) |
| Pete Aguilar     | Cáo trạng, giam cầm.                                 | Đại diện từ California (2015–nay) |
| Zoe Lofgren      | Cáo trạng, giam cầm.                                 | Đại diện từ California (1995–nay) |
| Bennie Thompson  | Cáo trạng, giam cầm.                                 | Đại diện từ Mississippi (1993–nay) |
| Hillary Clinton  | Giam cầm.                                            | Ứng cử viên tổng thống của Đảng Dân chủ năm 2016, Bộ trưởng Ngoại giao (2009–2013), Thượng nghị sĩ từ New York (2001–2009) và Đệ nhất phu nhân (1993–2001) |
| Mark Milley      | Xử tử vì tội phản quốc.                              | Chủ tịch Hội đồng Tham mưu trưởng Liên quân (2019–2023) và tướng Lục quân Hoa Kỳ (1980–2023)                                                               |
| Stephanie Murphy | Cáo trạng.                                           | Đại diện từ Florida (2017–2023) |
| Elaine Luria     | Cáo trạng.                                           | Đại diện từ Virginia (2019–2023) |
| William Barr     | Công tố.                                             | Tổng chưởng lý Hoa Kỳ (2019–2020, 1991–1993) |
| John F. Kelly    | Công tố.                                             | Chánh văn phòng Nhà Trắng (2017–2019) và Bộ trưởng An ninh Nội địa (2017)                                                                                  |
| Mark Zuckerberg  | Giam cầm.                                            | Tổng giám đốc điều hành của Facebook và Meta Platforms |

Trump đã nhiều lần tuyên bố ý định để Bộ Tư pháp điều tra và bắt giữ các đối thủ chính trị trong nước, thẩm phán, công tố viên và nhân chứng liên quan đến các phiên tòa hình sự của ông. Trump đã hứa sẽ sa thải các Luật sư Hoa Kỳ không tuân theo lệnh truy tố ai đó của ông, điều này đã gây ra sự so sánh với Thảm sát Đêm Thứ Bảy của Nixon. Trump đã hứa sẽ bổ nhiệm một công tố viên đặc biệt để điều tra Joe Biden. Trump đã hứa sẽ chỉ đạo Bộ Tư pháp điều tra các công tố viên quận trên các căn cứ dân quyền mới lạ bằng cách lập luận rằng một số người đang tham gia vào việc thực thi có chọn lọc. Trump đã kêu gọi truy tố các thành viên của Ủy ban ngày 6 tháng 1. Trump đã kêu gọi "các tòa án quân sự trên truyền hình" đối với các quan chức Dân chủ và Cộng hòa hiện tại và trước đây vì tội phản quốc.
Trump đã nhiều lần tuyên bố rằng nếu tái đắc cử tổng thống, ông sẽ ra lệnh cho Bộ Tư pháp điều tra và bắt giữ các đối thủ chính trị với mục đích duy nhất là ngăn cản họ giành chiến thắng trong cuộc bầu cử. Trong một cuộc vận động tranh cử vào tháng 10 năm 2023 tại Derry, New Hampshire, Trump tuyên bố rằng "Nếu tôi thắng—điều mà tôi hy vọng chúng ta sẽ làm được, vì chúng ta sẽ không có đất nước—nhưng nếu tôi thắng, thì tôi có thể nói, tôi không biết: 'Gã này, tên Dân chủ này đang làm rất tốt. Tôi không thích số liệu thăm dò. Tổng chưởng lý, hãy xuống, bắt tên đó đi, được không? Hãy đưa cho hắn một trát hầu tòa! Truy tố hắn! Đó là kết cục của hắn.'" Trump tuyên bố trong một cuộc phỏng vấn vào tháng 11 năm 2023 với Univision, "nếu tôi tình cờ trở thành tổng thống và tôi thấy ai đó đang làm tốt và đánh bại tôi rất tệ, tôi nói hãy xuống và truy tố họ, phần lớn họ sẽ phá sản. Họ sẽ bị loại. Họ sẽ bị loại khỏi cuộc bầu cử."

#### Bình luận của Trump về nhà độc tài
Vào ngày 5 tháng 12 năm 2023, trong một cuộc phỏng vấn truyền hình được ghi lại với Sean Hannity, Trump cho biết ông sẽ chỉ là một nhà độc tài vào "ngày đầu tiên" của nhiệm kỳ tổng thống chứ không phải sau đó, và không trả lời câu hỏi của Hannity liệu ông có "lạm dụng quyền lực, vi phạm pháp luật, sử dụng chính phủ để truy đuổi mọi người" hay không. Các trợ lý chiến dịch tranh cử của Trump sau đó tuyên bố rằng Trump chỉ đang cố gắng "kích động phe cánh tả" và phương tiện truyền thông bằng bình luận độc tài của mình. Peter Baker từ The New York Times đưa tin rằng sau tuyên bố này, "cuộc nói chuyện về bản chất độc đoán có thể có của một nhiệm kỳ tổng thống Trump mới đã tràn ngập cuộc trò chuyện chính trị ở thủ đô của quốc gia", và tuyên bố rằng chiến dịch tranh cử của Trump đã không làm đủ để xoa dịu lo lắng và dường như đang "nghiêng về" những dự đoán độc đoán của phương tiện truyền thông.
Vào ngày 9 tháng 12 năm 2023, Trump đã trả lời bài viết của Baker về những phát biểu độc tài của ông tại Diễn văn chính thường niên lần thứ 111 của Câu lạc bộ Cộng hòa trẻ New York bằng cách nói rằng "Hôm nay, Baker trên tờ New York Times đã nói rằng tôi muốn trở thành một nhà độc tài. Tôi không nói vậy. Tôi đã nói rằng tôi muốn trở thành một nhà độc tài trong một ngày. Bạn biết tại sao tôi muốn trở thành một nhà độc tài không? Bởi vì tôi muốn một bức tường, và tôi muốn khoan, khoan, khoan." Sau đó, Trump tuyên bố rằng những lời nói rằng ông là mối đe dọa đối với nền dân chủ là 'trò lừa bịp mới nhất' của Đảng Dân chủ.
Bình luận này đã gây ra cuộc thảo luận về ý nghĩa và hậu quả có thể xảy ra của nó giữa những người thấy nó không quan trọng, và những người thấy nó đáng lo ngại.

#### Bầu cử trong tương lai
Trong chiến dịch tranh cử năm 2024, Trump đã gợi ý tìm kiếm nhiệm kỳ thứ ba tại văn phòng, điều này sẽ lặp lại những bình luận mà ông đã đưa ra trước đây trong chiến dịch tranh cử năm 2020 và thời gian tại nhiệm trước đó. Trong một cuộc phỏng vấn vào tháng 4 với tạp chí Time, Trump tuyên bố rằng ông sẽ không ủng hộ việc thách thức Tu chính án thứ 22, điều này cấm nhiệm kỳ thứ ba tại văn phòng. Sau đó, ông gợi ý rằng ông có thể là tổng thống ba nhiệm kỳ.
Phát biểu tại hội nghị Turning Point Action theo chủ đề đức tin vào tháng 7 năm 2024, Trump đã thúc giục những người theo đạo Thiên chúa "hãy ra ngoài và bỏ phiếu! Chỉ lần này thôi. Các bạn sẽ không phải làm điều đó nữa. Thêm bốn năm nữa. Các bạn biết không? Mọi chuyện sẽ được giải quyết! Sẽ ổn thôi! Các bạn sẽ không phải bỏ phiếu nữa, những người theo đạo Thiên chúa tuyệt vời của tôi. Tôi không phải là người theo đạo Thiên chúa. Tôi yêu các bạn. Hãy ra ngoài – các bạn phải ra ngoài và bỏ phiếu. Trong bốn năm nữa, các bạn sẽ không phải bỏ phiếu nữa. Chúng tôi sẽ giải quyết mọi chuyện thật tốt, các bạn sẽ không phải bỏ phiếu nữa." Bình luận này đã bị một số nhà báo và chuyên gia về chủ nghĩa độc tài chỉ trích là tiếp tục xu hướng hùng biện độc tài của Trump.

#### Trump kiện Hoa Kỳ
Trong vụ Trump kiện Hoa Kỳ, Trump đã lập luận rằng Hiến pháp cho phép miễn trừ tuyệt đối đối với mọi hành động của tổng thống được thực hiện—kể cả khi là tội phạm—trừ khi Thượng viện bỏ phiếu thành công để luận tội. Trong các lập luận bằng miệng vào ngày 25 tháng 4 năm 2024, luật sư của Trump là D. John Sauer đã lập luận rằng nếu được cấu trúc như một hành động chính thức, tổng thống không thể bị buộc tội bán bí mật hạt nhân cho đối thủ nước ngoài, nhận hối lộ, ra lệnh cho quân đội đảo chính để duy trì quyền lực hoặc ra lệnh ám sát chính trị. Sauer lập luận rằng do được miễn trừ tuyệt đối, trước tiên tổng thống phải bị luận tội thành công và bị cách chức khỏi Quốc hội.
Những tuyên bố của Trump về "quyền miễn trừ tuyệt đối" đã bị hầu hết các nhà bình luận chính trị và hai tòa án cấp dưới bác bỏ. Trong phán quyết nhất trí của hội đồng gồm ba thẩm phán của Tòa Phúc thẩm Hoa Kỳ tại Quận Columbia, tòa án tuyên bố rằng nếu lý thuyết về thẩm quyền hiến pháp của Trump được chấp nhận, nó sẽ "làm sụp đổ hệ thống quyền lực tách biệt của chúng ta" và đặt một tổng thống lên trên luật pháp.
Charlie Savage của tờ The New York Times viết rằng tuyên bố miễn trừ của Trump đã thách thức "một đặc điểm của nền dân chủ kiểu Mỹ: sự nghi ngờ về quyền lực tập trung". Ông cũng nói thêm rằng "thay vì một nhiệm kỳ tổng thống ít nhất là về mặt lý thuyết được kiểm soát bởi luật pháp, đất nước sẽ được cai trị bởi các tổng thống có thể công khai phạm tội chính thức mà không bị trừng phạt, miễn là đủ số lượng các nhà lập pháp đồng minh vẫn đủ trung thành để ngăn chặn bất kỳ cuộc luận tội nào".
Viết cho Politico, cựu công tố viên liên bang Ankush Khardori viết rằng những tuyên bố của Trump là "vô lý", chỉ trích Tòa án Tối cao vì không bác bỏ chúng ngay lập tức và do đó có khả năng trì hoãn các phiên tòa hình sự của Trump cho đến sau cuộc bầu cử tổng thống Hoa Kỳ năm 2024 và chỉ trích tòa án vì "ban hành các phán quyết chính trị minh bạch phù hợp với các ưu tiên chính trị của Đảng Cộng hòa".
Vào ngày 1 tháng 7 năm 2024, trong một quyết định 6-3 theo đường lối ý thức hệ, Tòa án Tối cao đã trao cho Trump quyền miễn trừ tuyệt đối đối với các hành vi mà ông đã thực hiện với tư cách là Tổng thống trong phạm vi hiến pháp của mình, quyền miễn trừ được cho là đối với các hành vi chính thức và không có quyền miễn trừ đối với các hành vi không chính thức. Quyết định này đã bị các chuyên gia pháp lý và sử gia chỉ trích rộng rãi.

### Những tuyên bố sai sự thật và gây hiểu lầm
Trong chiến dịch tranh cử tổng thống năm 2024, Trump đã đưa ra nhiều tuyên bố sai sự thật và gây hiểu lầm.
Trong các cuộc mít tinh và phỏng vấn, Trump đã nhiều lần khẳng định rằng nhiều sự kiện kể từ cuộc bầu cử năm 2020 sẽ không xảy ra nếu ông thắng cử, đó là cuộc tấn công do Hamas lãnh đạo vào Israel năm 2023, cuộc xâm lược Ukraina của Nga năm 2022 và lạm phát. Các chuyên gia đã tuyên bố rằng những sự kiện như vậy có khả năng vẫn sẽ xảy ra ngay cả khi Trump thắng cử năm 2020. Jonathan Schanzer của Quỹ Bảo vệ Dân chủ và Natan Sachs, giám đốc Trung tâm Chính sách Trung Đông tại Viện Brookings đã tuyên bố rằng không có chính sách nào thời Trump có thể ngăn chặn cuộc tấn công của Hamas vào Israel. Các học giả cũng ước tính rằng cuộc xâm lược Ukraine của Nga có khả năng vẫn sẽ xảy ra và những tuyên bố của Trump đối với NATO và Nga có khả năng sẽ khiến phản ứng thống nhất ban đầu đối với cuộc xâm lược của Nga trở nên "không thể tin được" và có thể dẫn đến chiến thắng sớm của Nga.
Trong các bài phát biểu vận động tranh cử, Trump đã sai lầm khi khẳng định rằng chính quyền Biden đang trong quá trình chuyển đổi xe tăng của Quân đội Hoa Kỳ thành xe chạy bằng điện.
Trong bài phát biểu mà CNN mô tả là "bài phát biểu đầy dối trá tại CPAC" vào tháng 2 năm 2024, Trump đã lặp lại những tuyên bố sai sự thật về cuộc bầu cử năm 2020 và bức tường biên giới.

### Ngày 6 tháng 1, vụ tấn công Điện Capitol Hoa Kỳ
Trump đã chấp nhận và ăn mừng vụ tấn công Điện Capitol ngày 6 tháng 1 và đã thúc đẩy một lịch sử xét lại về sự kiện này. Trump đã liên tục đưa ra các sự kiện của vụ tấn công ngày 6 tháng 1 vào Điện Capitol trong các cuộc mít tinh và bài phát biểu cho chiến dịch tranh cử năm 2024 của mình và đã biến nó thành một lời kêu gọi chính trị. Trump đã nhiều lần gọi những người bị buộc tội vì hành động của họ vào ngày hôm đó là "chiến binh", "con tin" và "những người yêu nước vĩ đại, vĩ đại" và đã hứa sẽ ân xá cho họ nếu được bầu lại làm tổng thống. Trump đã hạ thấp đáng kể các sự kiện của ngày hôm đó, gọi đó là một "ngày đẹp trời" với "rất nhiều tình yêu thương", và phát một video về vụ tấn công trong một cuộc mít tinh ở Waco, Texas với một dàn hợp xướng gồm những người từng gây bạo loạn ngày 6 tháng 1 hát bài hát Công lý cho tất cả, và ông đã tiếp tục làm như vậy tại các cuộc mít tinh và sự kiện sau đó. Trump đã lan truyền các thuyết âm mưu vô căn cứ tại các cuộc mít tinh của mình rằng "có Antifa và có FBI" trong cuộc bạo loạn. Tờ New York Times tuyên bố rằng những bình luận của Trump "có nguy cơ khiến những người ủng hộ trung thành nhất của ông trở nên cực đoan hơn nữa, khuyến khích họ lặp lại các sự kiện như những sự kiện diễn ra vào ngày 6 tháng 1." Robert Pape, một nhà khoa học chính trị tại Đại học Chicago tuyên bố rằng những bình luận của Trump về vụ tấn công "bình thường hóa bạo lực như một giải pháp hợp pháp cho các bất bình chính trị." Trump đã hạ thấp nhưng không loại trừ khả năng xảy ra bạo lực sau cuộc bầu cử năm 2024 nếu ông không thắng cử, tuyên bố rằng "điều đó còn tùy thuộc."

### Tấn công cá nhân vào Tim Walz
Sau khi Tim Walz trở thành ứng cử viên của Đảng Dân chủ cho chức Phó Tổng thống, Trump và Vance bắt đầu công kích cá nhân Walz. Vào ngày 7 tháng 8 năm 2024, Vance chỉ trích thời điểm Walz nghỉ hưu khỏi Lực lượng Vệ binh Quốc gia Lục quân vào năm 2005 như một biện pháp tránh triển khai tới Iraq. Vance cũng tấn công Walz vì tuyên bố trong một video năm 2018 rằng trước đây ông đã mang theo súng "trong chiến tranh" mặc dù chưa bao giờ phục vụ trong khu vực chiến sự, điều mà Vance mô tả là "lòng dũng cảm bị đánh cắp". Chiến dịch tranh cử của Harris sau đó tuyên bố rằng Walz "nói nhầm" trong video.

### Những cuộc tấn công cá nhân vào Kamala Harris
Sau khi Biden rút lui khỏi vị trí ứng cử viên Dân chủ được cho là chính thức và chiến dịch tranh cử tổng thống năm 2024 của Kamala Harris được khởi động, Trump đã có nhiều cuộc tấn công cá nhân vào Kamala Harris, nhiều cuộc trong số đó được mô tả là mang tính phân biệt chủng tộc và kỳ thị phụ nữ. Trong một cuộc phỏng vấn ngày 31 tháng 7 năm 2024, Trump liên tục đặt câu hỏi về bản sắc chủng tộc của Harris và ám chỉ sai sự thật rằng cô chỉ mới "tình cờ chuyển sang da đen" gần đây. Sau cuộc phỏng vấn, Trump đã nhân đôi lời khẳng định sai lầm của mình rằng Harris trước đây và hiện tại có thể không phải là người da đen. Những tuyên bố sai sự thật của Trump đã gợi ra sự so sánh với các thuyết âm mưu "nơi sinh" sai trái trước đây của Trump mà ông đã sử dụng để chống lại các đối thủ chính trị của mình như Barack Obama và Nikki Haley. Trump đã ám chỉ rằng Kamala Harris sẽ "giống như một món đồ chơi" đối với các nhà lãnh đạo thế giới, những người sẽ "giẫm đạp lên cô ấy" vì ngoại hình của cô ấy và sau đó tuyên bố "Tôi không muốn nói lý do tại sao, nhưng rất nhiều người hiểu điều đó". Tuyên bố này đã bị chỉ trích vì có hàm ý phân biệt giới tính, mặc dù chiến dịch tranh cử của Trump đã phủ nhận việc ông đang nói về chủng tộc hoặc giới tính của cô. Trump đã tấn công mối quan hệ trước đây của Harris với cựu thị trưởng San Francisco Willie Brown, và chỉ trích bà vì tiếng cười của bà bằng cách gọi bà bằng biệt danh chế giễu, "Laffin' Kamala Harris". Trump đã gọi Harris là "ngu ngốc", "IQ thấp" và thiếu "năng lực tinh thần" mà Politico lưu ý là "gợi nhớ đến lời lẽ mà ông đã sử dụng chống lại Hillary Clinton trong chiến dịch tranh cử năm 2016". Kể từ ngày 5 tháng 8 năm 2024, Trump đã gọi Harris bằng biệt danh "Kamabla".
Vào ngày 8 tháng 8 năm 2024, Trump đã tổ chức một cuộc họp báo, trong đó ông tuyên bố rằng ông "đi xuống bằng trực thăng" với Willie Brown và rằng đã có một "cuộc hạ cánh khẩn cấp". Trump tuyên bố rằng trong chuyến đi trực thăng này, Brown đã nói "những điều khủng khiếp" về Harris. Tuy nhiên, Brown phủ nhận rằng ông đã từng đi trực thăng với Trump và phủ nhận rằng ông đã từng đưa ra những bình luận hạ thấp về Harris. Sau đó, Trump khẳng định rằng ông đã hạ cánh trực thăng khẩn cấp với Brown, tuyên bố rằng ông có hồ sơ chứng minh sự kiện này. Tuy nhiên, cựu thượng nghị sĩ tiểu bang California Nate Holden tuyên bố rằng ông, không phải Brown, thực sự là người đàn ông da đen đã đi chuyến trực thăng với Trump. Holden cũng phủ nhận rằng có bất kỳ cuộc thảo luận hoặc chỉ trích nào đối với Harris trong chuyến đi.

### Những tuyên bố chống lại phương tiện truyền thông
Trump đã đề xuất điều tra MSNBC và công ty mẹ của NBC là Comcast nếu ông trở lại nhiệm sở, gọi việc đưa tin về ông của họ là "phản quốc". Năm 2020, Trump đã ký một Sắc lệnh hành pháp cấm các công ty Hoa Kỳ kinh doanh với ByteDance, công ty Trung Quốc sở hữu TikTok và tuyên bố rằng ông sẽ cấm TikTok. Vào tháng 3 năm 2024, ông cho biết hiện ông phản đối lệnh cấm vì nó sẽ có lợi cho Facebook và ông coi "Facebook là kẻ thù của người dân, cùng với rất nhiều phương tiện truyền thông".

### Những tuyên bố bạo lực và vô nhân đạo
Chiến dịch tranh cử của Trump được ghi nhận là sử dụng ngôn từ ngày càng vô nhân đạo và bạo lực chống lại các kẻ thù chính trị của mình.

#### Những tuyên bố bạo lực chống lại những người đối lập chính trị và các quan chức được bầu
Trong bài phát biểu công khai vào tháng 9 năm 2023, Trump đã sử dụng lời lẽ bạo lực, kêu gọi bắn những kẻ móc túi và xử tử Mark Milley, Chủ tịch Hội đồng Tham mưu trưởng Liên quân do ông bổ nhiệm, vì tội phản quốc; ông cũng chế giễu vụ tấn công bằng búa khiến Paul Pelosi, chồng của Chủ tịch Hạ viện khi đó là Nancy Pelosi, bị thương nặng. Trump đã nói rằng các đối thủ chính trị của ông là mối đe dọa lớn hơn đối với Hoa Kỳ so với các quốc gia như Nga, Trung Quốc và Triều Tiên.
Trước cuộc bầu cử năm 2024, Trump đã đăng lại nội dung QAnon trên phương tiện truyền thông xã hội của mình, khuyến khích các bài hô vang QAnon và phát một bài hát liên quan đến QAnon để kết thúc các cuộc mít tinh của mình. Các bài đăng được các chuyên gia coi là "sự ủng hộ ngầm của một phong trào nguy hiểm có liên quan đến các hành vi phạm tội từ cuộc bạo loạn ở Điện Capitol ngày 6 tháng 1 đến các trường hợp bạo lực riêng lẻ và thậm chí là giết người."
Trong khi thảo luận về nền kinh tế Hoa Kỳ và ngành công nghiệp ô tô của nước này trong một cuộc mít tinh vào ngày 16 tháng 3 năm 2024, Trump đã hứa sẽ áp thuế đối với ô tô sản xuất ở nước ngoài nếu ông thắng cử, đồng thời nói thêm "Bây giờ, nếu tôi không trúng cử, thì đất nước sẽ... tắm máu". Vào ngày 30 tháng 3 năm 2024, Trump đã bị chỉ trích vì đăng một video trên mạng xã hội của mình cho thấy Joe Biden bị trói. Trump đã hạ thấp nhưng không loại trừ khả năng xảy ra bạo lực sau cuộc bầu cử năm 2024 nếu ông không thắng cử, tuyên bố rằng "tùy thuộc".
Trump được biết đến là người gửi các email gây quỹ sai sự thật, mang tính kích động nhằm thu hút sự chú ý và tiền mặt, được tờ The Washington Post mô tả là hung hăng ngay cả theo tiêu chuẩn của "ngôn ngữ cường điệu và kích động thường xuyên của Trump". Trump đã ám chỉ rằng những người phản đối ông muốn tuyên án tử hình ông bằng máy chém, và ám chỉ rằng những đối thủ chính trị của ông thực sự đang nhắm vào những người ủng hộ ông. Bình luận của Trump nêu rằng, "CÒN 1 THÁNG NỮA MỌI ĐIỂM ĐỊA NGỤC SẼ BỊ TỔN THẤT! HỌ MUỐN KẾT ÁN TỬ HỌ" đã bị chỉ trích đặc biệt vì giống với một dòng tweet mà ông đã đưa ra trước các sự kiện của vụ tấn công ngày 6 tháng 1 với nội dung "Hãy đến đó, sẽ rất dữ dội!" và dòng tweet của Steve Bannon rằng "mọi địa ngục sẽ sụp đổ vào ngày mai" trước khi các nhóm cực đoan bạo lực tấn công Điện Capitol Hoa Kỳ.

#### Những tuyên bố bạo lực chống lại cá nhân trong hệ thống pháp luật
Trump đã tấn công các nhân chứng, thẩm phán, bồi thẩm đoàn và gia đình của những cá nhân liên quan đến các phiên tòa hình sự của ông. Trump đã nhiều lần tấn công lực lượng thực thi pháp luật liên quan đến các cuộc điều tra hình sự của họ về những nỗ lực lật ngược cuộc bầu cử năm 2020 của ông và cách ông xử lý các tài liệu mật, gọi họ là "quái vật chính trị", bảo mọi người "truy đuổi" tổng chưởng lý New York Letitia James và cảnh báo rằng bản cáo trạng chống lại ông của Biện lý quận Manhattan Alvin L. Bragg sẽ mang đến "cái chết và sự hủy diệt tiềm tàng", trong số những bình luận khác, tất cả đều nêu lên mối lo ngại về sự an toàn thể chất của các sĩ quan.
Trong và sau khi bị kết án hình sự 34 trọng tội trong vụ The People of the State of New York v. Donald J. Trump, Trump và các đồng minh Cộng hòa của ông đã đưa ra nhiều tuyên bố sai sự thật và gây hiểu lầm, đồng thời tấn công thẩm phán và bồi thẩm đoàn tham gia phiên tòa. Trump gọi Thẩm phán Juan Merchan là "ác quỷ", tuyên bố phiên tòa bị "gian lận" và cáo buộc sai sự thật Joe Biden và Đảng Dân chủ dàn dựng các phiên tòa hình sự của ông để ngăn ông trở lại Nhà Trắng, điều mà không có bằng chứng nào. Những tuyên bố sai sự thật đã vấp phải những lời kêu gọi trả thù bằng bạo lực, hành quyết thẩm phán, nội chiến, nổi loạn có vũ trang và bạo loạn của những người ủng hộ Trump trực tuyến.
Trong chiến dịch tranh cử năm 2024, Trump tiếp tục tự coi mình là nạn nhân của "Nhà nước ngầm" gồm những kẻ tinh hoa đang cố gắng phá hoại ông và nước Mỹ. Trump đã nói rằng các phiên tòa hình sự khiến ông trở thành "tù nhân chính trị" và đã so sánh mình với nhà bất đồng chính kiến người Nga Alexei Navalny. Vào ngày 21 tháng 5 năm 2024, Trump đã tuyên bố sai sự thật rằng Joe Biden đã sẵn sàng giết ông trong cuộc khám xét Mar-a-Lago của FBI vào ngày 8 tháng 8 năm 2022 bằng cách trình bày sai lệch chính sách tiêu chuẩn của Bộ Tư pháp về việc sử dụng vũ lực. Lời buộc tội này được ghi nhận là chưa từng có trong lịch sử hiện đại của Hoa Kỳ. Tờ New York Times đưa tin rằng lời buộc tội này là một sự leo thang trong lời lẽ và tự coi mình là "một vị tử đạo chính trị mà tính mạng của chính họ có thể gặp nguy hiểm".

#### Những tuyên bố bạo lực và vô nhân đạo chống lại những người nhập cư không có giấy tờ
Kể từ mùa thu năm 2023, Trump đã nhiều lần sử dụng ngôn từ vệ sinh chủng tộc khi tuyên bố rằng những người nhập cư không có giấy tờ đang "đầu độc dòng máu của đất nước chúng ta", điều này được so sánh với ngôn ngữ lặp lại ngôn từ của những người theo chủ nghĩa da trắng thượng đẳng và Adolf Hitler. Giọng điệu chống nhập cư của Trump được ghi nhận là trở nên gay gắt hơn so với thời gian trước khi ông làm tổng thống, khi mà, theo như tờ The New York Times đưa tin, ông "suy nghĩ riêng tư về việc phát triển một đường biên giới quân sự hóa giống như của Israel, hỏi liệu những người di cư vượt biên có thể bị bắn vào chân hay không và muốn một bức tường biên giới được đề xuất có gắn những chiếc đinh nhọn đâm vào thịt và sơn đen để đốt cháy da của những người di cư". Ngôn từ gần đây bao gồm các tuyên bố rằng các nhà lãnh đạo nước ngoài đang cố tình làm trống các nhà thương điên để đưa "tù nhân, kẻ giết người, kẻ buôn ma túy, bệnh nhân tâm thần, kẻ khủng bố" qua biên giới phía nam của Hoa Kỳ với tư cách là những người di cư và so sánh những người di cư với kẻ giết người hàng loạt hư cấu Hannibal Lecter.
Trump đã nhiều lần tuyên bố rằng những người nhập cư không có giấy tờ là những kẻ dưới mức con người, tuyên bố rằng họ "không phải là người", "không phải là con người", và "động vật". Trump đã mô tả những người nhập cư là những con rắn độc trong các cuộc biểu tình của mình, sử dụng lại lời bài hát "The Snake" năm 1968. Trump đã tuyên bố mà không có bằng chứng rằng những người nhập cư không có giấy tờ từ Châu Phi, Trung Đông và những nơi khác đang "xây dựng một đội quân" gồm những người đàn ông "trong độ tuổi chiến đấu" để tấn công người Mỹ "từ bên trong". Trump đã gợi ý rằng những người di cư nên được đưa vào các giải đấu chiến đấu đặc biệt để chiến đấu vì thể thao.

#### Bình luận "tắm máu" của Trump
Trump đã nhận được sự chú ý đáng kể của giới truyền thông trong cuộc biểu tình ngày 16 tháng 3 năm 2024, trong đó có một phần bài phát biểu nói về ngành công nghiệp ô tô của Mỹ, Trump tuyên bố rằng "Bây giờ, nếu tôi không được bầu, thì đó sẽ là một cuộc tắm máu cho toàn thể — đó sẽ là điều nhỏ nhất. Đó sẽ là một cuộc tắm máu cho đất nước." Nhiều nhà bình luận coi việc sử dụng thuật ngữ "tắm máu" là lời kêu gọi bạo lực chính trị và phù hợp với mô hình hùng biện bạo lực lớn hơn mà Trump đã sử dụng trong chiến dịch tranh cử năm 2024 của mình, hoặc đó là lời kêu gọi một cuộc tấn công khác theo kiểu ngày 6 tháng 1.
Trump sau đó nói rằng câu trích dẫn đã bị lấy ra khỏi ngữ cảnh và rằng ông đang ám chỉ đến ngành công nghiệp ô tô của Mỹ, gọi cuộc tranh cãi này là kết quả của "Tin giả". Những người khác cho biết không rõ chính xác Trump có ý gì trong bối cảnh của bài phát biểu.
Lisa Friedman của tờ The New York Times tuyên bố rằng ngay cả khi bình luận của Trump đề cập đến ô tô, thì nó vẫn phù hợp với một mô hình ngôn ngữ ngày càng tàn bạo mà Trump sử dụng đối với xe điện, và một số chuyên gia tin rằng Trump đang "bình thường hóa bạo lực bằng cách rắc rối trong bài viết chỉ trích xe điện với những lời hứa về một "cuộc tắm máu" nếu ông thua cuộc bầu cử" và những người ủng hộ Trump đã phản ứng dữ dội ngay cả khi ngôn ngữ của ông mơ hồ.

### Những lời cáo buộc về tuyên bố theo chủ nghĩa da trắng thượng đẳng, Đức Quốc xã, cực hữu và bài Do Thái
Một số tuyên bố và hành động của Trump đã bị cáo buộc là lặp lại lời lẽ của Đức Quốc xã, hệ tư tưởng cực hữu, chủ nghĩa bài Do Thái và chủ nghĩa da trắng thượng đẳng.
Kể từ mùa thu năm 2023, Trump đã tuyên bố rằng những người nhập cư không có giấy tờ đang "đầu độc dòng máu của đất nước chúng ta", điều này đã được so sánh với ngôn ngữ hùng biện về vệ sinh chủng tộc giống như của những người theo chủ nghĩa da trắng thượng đẳng và Adolf Hitler. Bình luận "đầu độc dòng máu" của Trump đã khiến giới truyền thông chú ý nhiều hơn đến những tuyên bố trước đây của Trump. Trump đã nhiều lần nói về "gen tốt" và trước đó đã đề cập đến "thuyết ngựa đua" trong một cuộc vận động tranh cử năm 2020, được sử dụng để biện minh cho việc nhân giống có chọn lọc của con người và bị chỉ trích vì có liên quan đến thuyết ưu sinh và chủ nghĩa Quốc xã trong Thế chiến II. Trump cũng đã bị chỉ trích vì những tuyên bố trước đây trong cuộc vận động Unite the Right theo chủ nghĩa da trắng thượng đẳng và bài Do Thái năm 2017, nơi ông tuyên bố rằng "có những người rất tốt ở cả hai bên". Vào tháng 5 năm 2024, Trump tuyên bố Biden đang điều hành một "chính quyền Gestapo" bị chỉ trích vì so sánh với cảnh sát mật của Đức Quốc xã. Vào ngày 1 tháng 8 năm 2023, chiến dịch tranh cử của Trump đã so sánh các phiên tòa hình sự của Trump với "Đức Quốc xã vào những năm 1930, Liên Xô cũ và các chế độ độc tài, chuyên quyền khác".Tuyên bố này đã bị Liên đoàn Chống phỉ báng chỉ trích, tuyên bố này cho rằng việc so sánh "với Đức Quốc xã vào những năm 1930 là không đúng sự thật, hoàn toàn không phù hợp và hoàn toàn mang tính xúc phạm".
Vào tháng 11 năm 2022, Trump đã bị chỉ trích rộng rãi sau khi dùng bữa tối với Kanye West và Nick Fuentes, một người theo chủ nghĩa dân tộc da trắng và người phủ nhận Holocaust tại nhà riêng Mar-a-Lago của ông. Trump trả lời rằng West "bất ngờ xuất hiện cùng ba người bạn của anh ta, những người mà tôi không biết gì về họ."
Trong bài phát biểu vận động tranh cử và bài đăng trên trang mạng xã hội của mình vào Ngày Cựu chiến binh, ngày 11 tháng 11 năm 2023, Trump đã gọi một số đối thủ chính trị của mình là "sâu bọ", hứa sẽ "tiêu diệt" "những người cộng sản, Marxist, phát xít và những tên côn đồ cực tả sống như sâu bọ trong phạm vi đất nước chúng ta, những kẻ nói dối, ăn cắp và gian lận trong các cuộc bầu cử". Việc Trump sử dụng thuật ngữ "sâu bọ" đã bị chỉ trích vì lặp lại lời lẽ phát xít của Benito Mussolini và Adolf Hitler. Người phát ngôn chiến dịch tranh cử của Trump, Steven Cheung, đã đáp trả những lời chỉ trích bằng cách nói rằng:
Those who try to make that ridiculous assertion are clearly snowflakes grasping for anything because they are suffering from Trump Derangement Syndrome, and their sad, miserable existence will be crushed when President Trump returns to the White House.

Những người cố đưa ra lời khẳng định vô lý đó rõ ràng là những bông tuyết đang cố nắm bắt bất cứ điều gì vì họ đang mắc phải Hội chứng rối loạn Trump, và cuộc sống buồn bã, khốn khổ của họ sẽ bị nghiền nát khi Tổng thống Trump trở lại Nhà Trắng.

Theo tờ New York Times, các học giả vẫn chưa quyết định liệu "việc Trump chuyển sang giọng điệu phát xít có phải chỉ là hành động khiêu khích công khai mới nhất của ông đối với phe cánh tả, một sự tiến hóa trong niềm tin của ông hay là sự buông bỏ tấm màn che mặt" hay không.
Vào ngày 18 tháng 3 năm 2024, Trump đã bị chỉ trích vì tuyên bố "bất kỳ người Do Thái nào bỏ phiếu cho Đảng Dân chủ đều ghét tôn giáo của họ" và rằng "họ ghét mọi thứ về Israel, và họ nên xấu hổ về bản thân vì Israel sẽ bị phá hủy". Sau khi các nhóm Do Thái ngày càng chỉ trích, chiến dịch của Trump đã đáp trả rằng "Trump đúng" và rằng Đảng Dân chủ "đã biến thành một nhóm bài Do Thái, bài Do Thái, ủng hộ khủng bố". Jonathan Greenblatt của Liên đoàn Chống phỉ báng gọi những bình luận của Trump là "phỉ báng và hoàn toàn sai sự thật". Tổng giám đốc điều hành Amy Spitalnick của Hội đồng Do Thái về các vấn đề công cộng tuyên bố rằng Trump đang "bình thường hóa hơn nữa những kẻ bài Do Thái nguy hiểm". Những bình luận của Trump bị cáo buộc là gợi lên một ẩn dụ bài Do Thái rằng người Do Thái có "lòng trung thành kép" và trung thành với Israel hơn là với đất nước của họ. Kể từ đó, Trump đã nhiều lần nhắc lại rằng những người Do Thái bỏ phiếu cho Biden đang phản bội bản sắc tôn giáo và văn hóa của họ trong chiến dịch tranh cử năm 2024 của ông sau những bình luận ban đầu của ông vào ngày 18 tháng 3.

#### Bài đăng video trên mạng xã hội "Unified Reich"
Vào ngày 20 tháng 5 năm 2024, chiến dịch của Trump đã đăng một video trên tài khoản Truth Social của Trump, trong đó có các tiêu đề báo giả định trong trường hợp Trump chiến thắng. Dưới một tiêu đề có tiêu đề "Điều gì tiếp theo cho nước Mỹ?" là một phụ đề có nội dung: "Sức mạnh công nghiệp của Đức tăng đáng kể sau năm 1871, được thúc đẩy bởi việc thành lập một Đế chế thống nhất ", mặc dù phụ đề không hiển thị đầy đủ mọi lúc, thay vào đó hiển thị: "sức mạnh công nghiệp tăng đáng kể...được thúc đẩy bởi việc thành lập một Đế chế thống nhất". Chiến dịch của Trump đã xóa video vào ngày hôm sau sau khi nó bị chỉ trích từ cả hai đảng, trong đó chỉ trích đặc biệt tập trung vào cụm từ "việc thành lập một Đế chế thống nhất"; Tổng thống Biden bình luận rằng video đã sử dụng "ngôn ngữ của nước Đức thời Hitler".
Chiến dịch tranh cử của Trump đã phản hồi rằng video không phải do chiến dịch thực hiện mà do một người ủng hộ Trump thực hiện. Sau khi CNN tìm thấy mẫu video trên một cửa hàng mẫu đồ họa chuyển động trực tuyến, biểu mẫu liên hệ của mẫu đã liên kết CNN với một nhà thiết kế đồ họa người Thổ Nhĩ Kỳ, người này cho biết ông đã tạo ra đồ họa cho báo vào năm 2023, sử dụng nội dung trực tuyến về Thế chiến thứ nhất để sao chép cụm từ được liệt kê ở trên. Cụm từ đó có trong bài viết trên Wikipedia về Thế chiến thứ nhất, được thêm vào tháng 11 năm 2022 và sau đó bị xóa, theo hãng tin Associated Press đưa tin. Video cũng hiển thị nội dung nêu rằng "15 triệu người nhập cư bất hợp pháp đã bị trục xuất" từ "28 tháng 7 năm 1914 — 11 tháng 11 năm 1918", một khoảng thời gian trùng khớp chính xác với Thế chiến thứ nhất. Tờ Bulwark đưa tin, trích dẫn các nguồn tin ẩn danh, rằng Natalie Harp là nhân viên đã đăng video.

## Nhân viên
Chiến dịch đã nhận phải nhiều lời chỉ trích vì chỉ có một nhóm rất nhỏ gồm 20 người, thay vì 200 người như thường lệ. Nhóm này cũng bị chỉ trích vì không có nhóm chuyển giao vào đầu tháng 8 năm 2024. Caroline Wiles, con gái của đồng giám đốc chiến dịch Susie Wiles, đã trở thành nhân viên được trả lương cao thứ tư trong chiến dịch tranh cử của Trump năm 2024 với mức lương 222.000 đô la, mặc dù cô, mẹ cô và Trump phủ nhận mọi sự liên quan đến việc tuyển dụng cô.

## Tài chính chiến dịch
Vào ngày 15 tháng 11 năm 2022, Trump tuyên bố ứng cử vào cuộc bầu cử tổng thống Hoa Kỳ năm 2024 và lập một tài khoản gây quỹ. Vào tháng 3 năm 2023, chiến dịch bắt đầu chuyển hướng 10 phần trăm số tiền quyên góp cho PAC lãnh đạo của Trump, PAC này đã trả 16 triệu đô la cho các hóa đơn pháp lý của ông vào tháng 6 năm 2023. Thỏa thuận gây quỹ của Trump với Ủy ban Quốc gia Đảng Cộng hòa được lưu ý là ưu tiên thanh toán cho PAC Save America của ông trước chính đảng. Kể từ khi rời nhiệm sở vào tháng 1 năm 2021 đến tháng 3 năm 2024, Trump đã chi hơn 100 triệu đô la phí pháp lý từ các tài khoản chiến dịch. PAC Save America của Trump đã chi 76,5 triệu đô la từ ngày 30 tháng 3 năm 2023 đến tháng 2 năm 2024, trong đó khoảng 47,4 triệu đô la được chuyển trực tiếp cho các khoản chi phí pháp lý.
Vào đầu năm 2024, Trump đã tụt hậu đáng kể so với Biden về tổng số tiền gây quỹ, một phần là do ông chuyển hướng các khoản quyên góp để thanh toán các hóa đơn pháp lý liên quan đến nhiều phiên tòa hình sự của mình. Vào đầu tháng 3 năm 2024, chiến dịch của Trump có 50 triệu đô la tiền mặt trong tay và các Siêu PAC liên kết với Trump có 52 triệu đô la, trong khi chiến dịch của Biden có 155 triệu đô la tiền mặt trong tay và các Siêu PAC liên kết với Biden có 64 triệu đô la. Theo bài báo của Reuters ngày 28 tháng 3, các khoản đóng góp lớn chiếm 65% sự ủng hộ của Trump, so với 55% sự ủng hộ của Biden. Một phần là do số tiền gây quỹ thấp, chiến dịch tranh cử của Trump đã thông báo vào tháng 4 rằng tất cả các ứng cử viên sử dụng tên, hình ảnh và sự giống nhau của Trump cần phải trả 5% tổng số tiền gây quỹ cho Ủy ban Quốc gia Trump JFC và rằng "bất kỳ sự chia rẽ nào cao hơn 5% sẽ được RNC và chiến dịch tranh cử của Tổng thống Trump nhìn nhận tích cực và thường xuyên được báo cáo lên cấp lãnh đạo cao nhất trong cả hai tổ chức."
Vào ngày 6 tháng 4 năm 2024, chiến dịch tranh cử của Trump tự báo cáo đã gây quỹ được 50,5 triệu đô la tại nhà của tỷ phú John Paulson. Đến ngày 21 tháng 5, Trump báo cáo tổng số tiền gây quỹ trong tháng 4 là 76,2 triệu đô la, vượt qua con số 51 triệu đô la được báo cáo của Biden và lần đầu tiên vượt qua tổng số tiền gây quỹ của Biden. Tờ New York Times đưa tin rằng Trump được kỳ vọng rộng rãi sẽ bắt kịp về tổng số tiền gây quỹ sau khi ông đảm bảo được đề cử của Đảng Cộng hòa và ký một thỏa thuận gây quỹ chung với RNC. Trump tụt lại phía sau Biden về tổng số tiền mặt trong tay, tổng cộng là 48 triệu đô la so với 84,5 triệu đô la của Biden, cả hai con số này đều không bao gồm tiền PAC. Trump tiếp tục chi hàng triệu đô la cho các hóa đơn pháp lý với tổng số tiền là 3,3 triệu đô la. Vào tháng 6, chiến dịch tranh cử của Trump báo cáo đã gây quỹ được 141 triệu đô la trong tháng 5, vượt qua con số 85 triệu đô la của Biden. Trump và RNC bước vào tháng 6 với 235 triệu đô la trong tay so với 212 triệu đô la của Biden. Chiến dịch tranh cử của Trump đã công nhận chiến dịch này với hậu quả của 34 bản án trọng tội của ông vào tháng 5 đã huy động được 70 triệu đô la trong 48 giờ sau phán quyết và đã phá sản WinRed trong thời gian ngắn. Trump cũng nhận được khoản quyên góp 50 triệu đô la từ tỷ phú Timothy Mellon. Sự kết hợp giữa việc gây quỹ được cải thiện của Trump và việc Biden tăng chi tiêu cho quảng cáo trên truyền hình được ghi nhận là mang lại cho Trump lợi thế về tiền mặt vào mùa hè năm 2024.
Sau khi Biden rút lui khỏi cuộc đua, Trump tụt lại phía sau Harris về tổng số tiền gây quỹ, với chiến dịch của Trump và các ủy ban hỗn hợp báo cáo đã thu được 138,7 triệu đô la vào tháng 7 so với Harris, DNC và các ủy ban hỗn hợp đã huy động được 310 triệu đô la trong cùng tháng đó; trong đó 200 triệu đô la đã được huy động trong tuần sau thông báo của chiến dịch Harris. Trump cũng chứng kiến sự gia tăng tạm thời trong các khoản quyên góp từ "những người ủng hộ nhiệt thành nhất" của mình sau nỗ lực ám sát ông và việc tiết lộ người bạn đồng hành tranh cử của ông, J.D. Vance tại Đại hội toàn quốc của Đảng Cộng hòa ở Milwaukee.
Trump được ghi nhận là đã kết hợp "chưa từng có" giữa hoạt động kinh doanh cá nhân và gây quỹ chính trị trong chiến dịch tranh cử năm 2024 của mình. Trump đã quảng cáo các cuốn kinh thánh giá 59,99 đô la, giày thể thao giá 399 đô la, nước hoa "Victory47" giá 99 đô la và thẻ giao dịch kỹ thuật số NFT mang thương hiệu Trump giá 99 đô la cho các tài khoản cá nhân, không phải chiến dịch của ông. Chiến dịch tranh cử của Trump được ghi nhận là đã chi một khoản tiền lớn cho chiến dịch tại các doanh nghiệp do Trump sở hữu, đặc biệt là khu nghỉ dưỡng Mar-a-Lago và Trump National Doral Miami.

### Các nhà tài trợ chính
Vào tháng 5 năm 2024, tờ Washington Post đưa tin rằng khoảng một chục giám đốc điều hành dầu mỏ hàng đầu, bao gồm Mike Sabel, Giám đốc điều hành và nhà sáng lập của Venture Global LNG; Jack Fusco, Giám đốc điều hành của Cheniere Energy; và các giám đốc điều hành hàng đầu của Chevron, Continental Resources, Exxon, Occidental Petroleum và các công ty khác, đã tham dự một bữa tối gây quỹ tại câu lạc bộ Mar-a-Lago của Trump vào tháng 4 năm 2024. Trump đã yêu cầu họ quyên góp 1 tỷ đô la cho chiến dịch của mình và cam kết sẽ ngay lập tức bãi bỏ các quy tắc và chính sách về môi trường được thực hiện dưới thời Tổng thống Biden, bao gồm năng lượng sạch và xe điện. Greg Sargent lập luận rằng những lời hứa như thế này là tham nhũng và góp phần tạo nên ấn tượng rằng nhiệm kỳ thứ hai của Trump sẽ "hỗn loạn và gây gián đoạn đáng lo ngại cho môi trường kinh doanh".

## Sự kiện chiến dịch
Các sự kiện vận động tranh cử của Trump được mô tả là "tự do", giống như một "buổi biểu diễn nhạc rock" và "đầy rẫy những lời dối trá và sai sự thật". Các sự kiện thường bao gồm các tuyên bố phủ nhận kết quả bầu cử tổng thống năm 2020, các tuyên bố về nạn nhân và đàn áp, lời lẽ chống người nhập cư, kể lại những câu chuyện chưa được xác minh thể hiện kỹ năng đàm phán của Trump và thông điệp đen tối và khải huyền về tương lai nếu Trump không thắng cử. Hãng thông tấn Associated Press lưu ý rằng "Các cuộc mít tinh của Trump mang biểu tượng, lời lẽ và chương trình nghị sự của chủ nghĩa dân tộc Cơ đốc giáo". Các cuộc mít tinh của Trump kết thúc bằng một bài hát không lời được phong trào QAnon sử dụng có tên là "Mirrors".

### Các cuộc vận động tranh cử và bài phát biểu

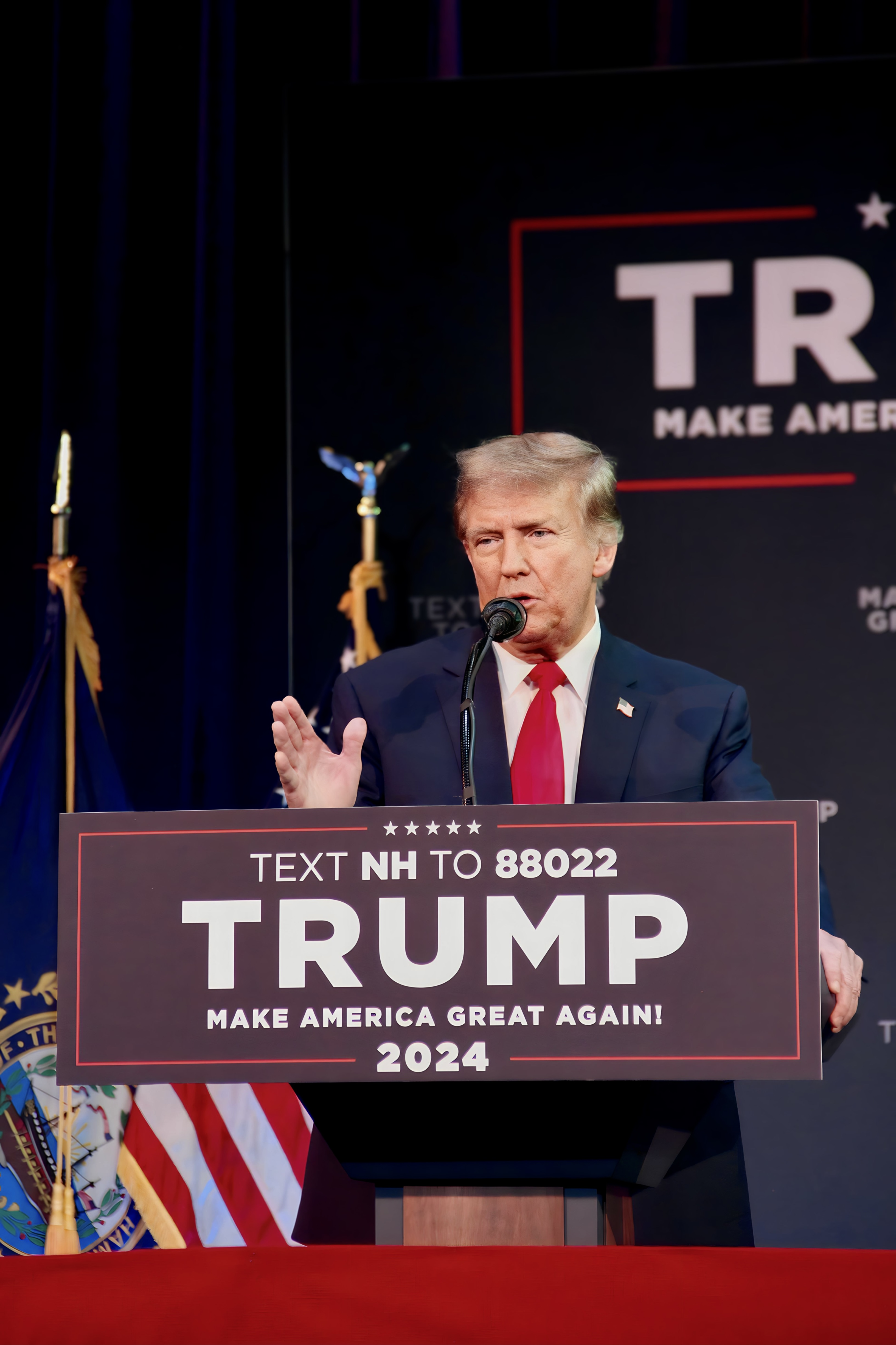
Trump vận động tranh cử ở New Hampshire

Vào ngày 28 tháng 1 năm 2023, Trump đã tổ chức các sự kiện vận động tranh cử đầu tiên của mình tại South Carolina và New Hampshire.
Vào ngày 4 tháng 3 năm 2023, Trump đã có bài phát biểu quan trọng dài tại hội nghị CPAC, cũng có sự tham dự của Nikki Haley, nhưng không có các ứng cử viên Cộng hòa tiềm năng khác. Trong bài phát biểu của mình, Trump hứa sẽ trả thù những người bị oan, và tuyên bố rằng ông là ứng cử viên duy nhất có thể ngăn chặn Thế chiến III.
Vào  ngày 25 tháng 3, Trump đã tổ chức một cuộc mít tinh tại Waco, Texas trong lễ kỷ niệm 30 năm cuộc bao vây Waco, và mở đầu bằng màn trình diễn bài hát Công lý cho tất cả với sự góp mặt của dàn hợp xướng gồm khoảng 20 người đàn ông bị cầm tù vì vai trò của họ trong cuộc tấn công Điện Capitol ngày 6 tháng 1.
Vào cuối tháng 4, Trump cho biết ông không quan tâm đến việc tranh luận với các ứng cử viên Cộng hòa khác, ít nhất là cho đến cuối năm.
Vào ngày 10 tháng 5 năm 2023, Trump đã xuất hiện một đối một với người dẫn chương trình tin tức Kaitlan Collins trên CNN Republican Town Hall với Donald Trump tại Cao đẳng Saint Anselm ở New Hampshire, với sự tham gia của những cử tri Cộng hòa và chưa quyết định. Trong sự kiện này, Trump đã nhận công lao lật ngược phán quyết Roe kiện Wade (1973), ủng hộ việc vỡ nợ quốc gia trong cuộc đối đầu về trần nợ công và một lần nữa tuyên bố sai sự thật rằng cuộc bầu cử năm 2020 đã bị đánh cắp. Trump cũng đề xuất ân xá cho những người bị kết án do vụ tấn công Điện Capitol Hoa Kỳ vào ngày 6 tháng 1.

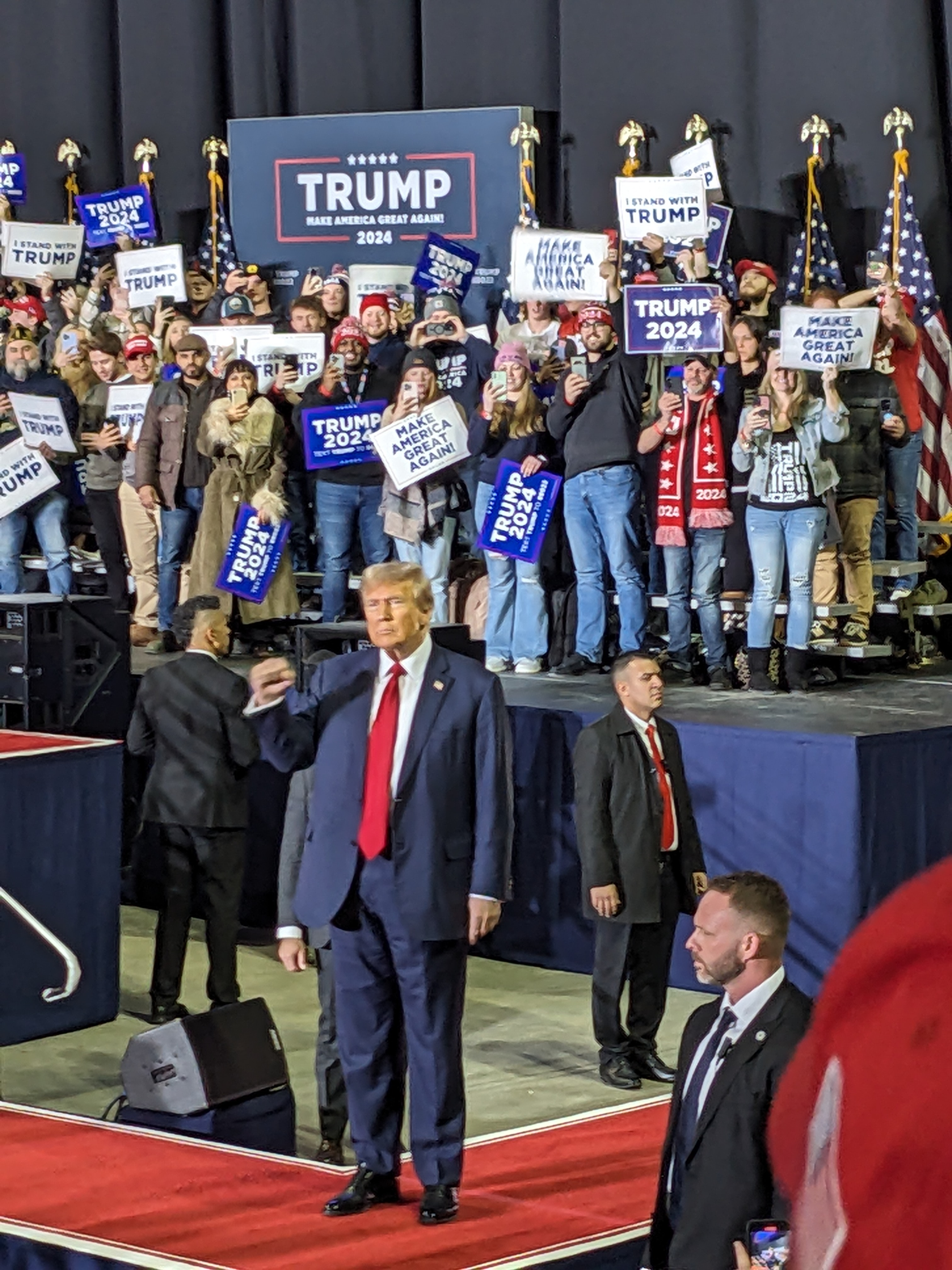
Cuộc vận động của Trump tại Manchester, New Hampshire, ngày 9 tháng 1 năm 2024

Vào ngày 27 tháng 1 năm 2024, trong một cuộc vận động ở Las Vegas trước cuộc họp kín của tổng thống tiểu bang, Trump đã nhận công lao khi cố gắng ngăn chặn một thỏa thuận an ninh biên giới lưỡng đảng đang được tiến hành tại Thượng viện. Trump lặp lại tuyên bố của mình rằng cuộc khủng hoảng biên giới là một "cuộc xâm lược", một "vết thương hở", "một tội ác chống lại quốc gia của chúng ta" và "một hành động tàn bạo chống lại Hiến pháp của chúng ta", và thừa nhận rằng ông không muốn một thỏa thuận được thông qua vì nó sẽ là "một món quà khác cho những người Dân chủ cánh tả cấp tiến" những người "cần nó về mặt chính trị" và sẽ tác động đến một nền tảng quan trọng trong chiến dịch tái tranh cử của ông.
Vào ngày 23 tháng 2 năm 2024, Trump đã bị chỉ trích vì những bình luận trong bài phát biểu vận động tranh cử khi nói rằng bốn bản cáo trạng hình sự và ảnh chụp tội phạm đã làm tăng sức hấp dẫn của ông đối với cử tri da đen và so sánh nguy cơ pháp lý của ông với sự phân biệt đối xử với người da đen trong lịch sử.

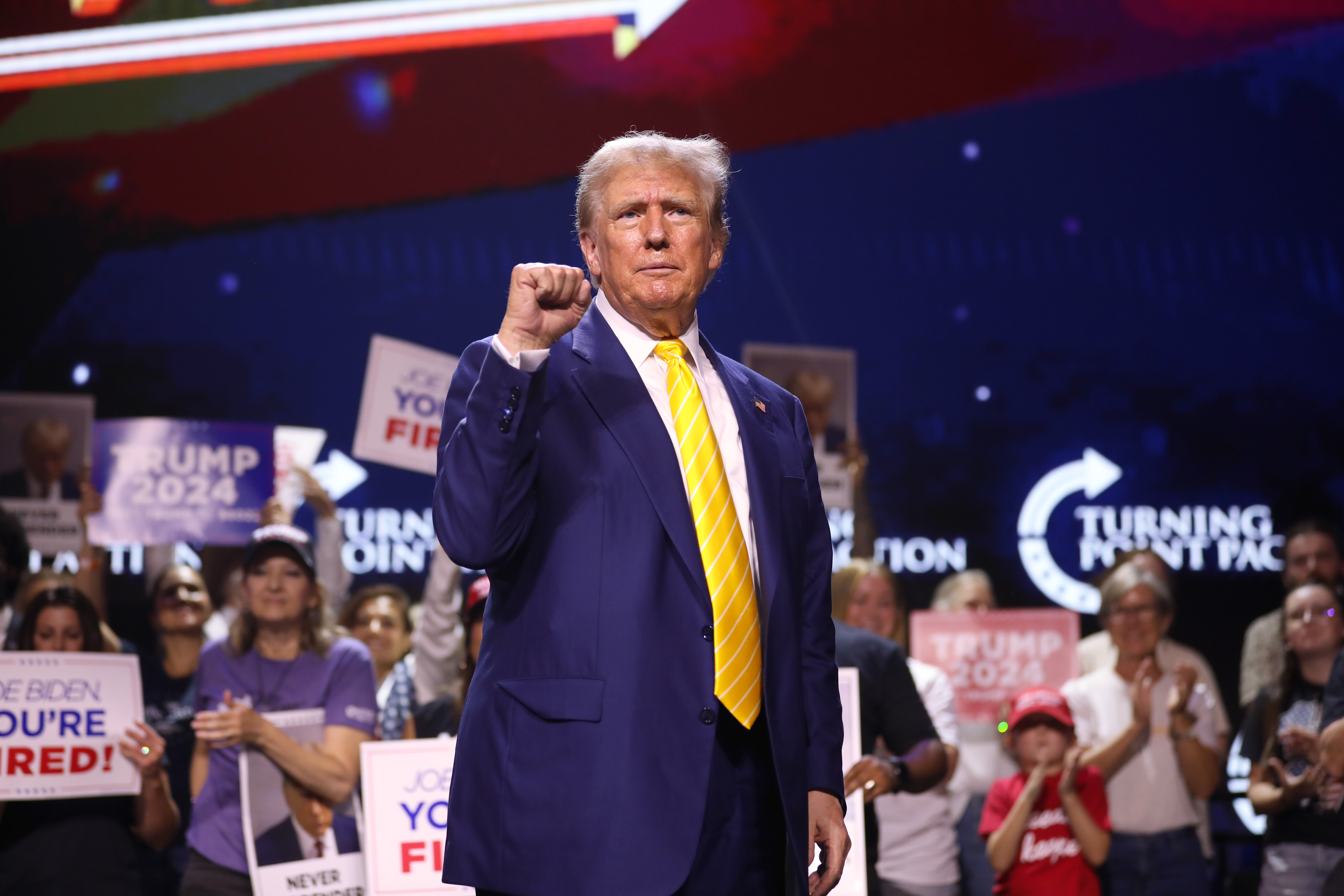
Trump tại sự kiện Turning Point Action, Phoenix, Arizona, ngày 6 tháng 6 năm 2024

Vào tháng 6 năm 2024, Trump được cho là đã mô tả Milwaukee, thành phố đăng cai Đại hội toàn quốc của Đảng Cộng hòa vào tháng 7 năm 2024, là "một thành phố khủng khiếp"; sau đó, Trump đã trả lời báo cáo, tuyên bố với giới truyền thông: "Tôi yêu Milwaukee, tôi có những người bạn tuyệt vời ở Milwaukee, nhưng như các bạn biết, tỷ lệ tội phạm ở đó rất khủng khiếp. Chúng ta phải rất cẩn thận. Nhưng tôi cũng đang đề cập đến cuộc bầu cử, các lá phiếu, cách mọi chuyện diễn ra, mọi thứ ở Milwaukee rất tệ." Một tháng sau, tại Đại hội toàn quốc của Đảng Cộng hòa, Trump phát biểu: "Wisconsin, chúng tôi đang chi hơn 250 triệu đô la ở đây, tạo ra việc làm và phát triển kinh tế khác ở khắp mọi nơi, vì vậy tôi hy vọng các bạn sẽ nhớ điều này vào tháng 11 và bỏ phiếu cho chúng tôi ... Tôi đang cố gắng mua phiếu bầu của các bạn, tôi sẽ trung thực về điều đó".

### Phỏng vấn tại hội nghị của Hiệp hội Nhà báo Da đen Quốc gia
Vào ngày 31 tháng 7 năm 2024, Trump đã được các nhà báo Rachel Scott, Kadia Goba và Harris Faulkner phỏng vấn trong một buổi hỏi đáp tại hội nghị thường niên của Hiệp hội Nhà báo Da đen Quốc gia. Trump đã đặt câu hỏi về bản sắc chủng tộc của Phó Tổng thống Kamala Harris, ứng cử viên được cho là của Đảng Dân chủ sau khi Tổng thống Joe Biden rút khỏi cuộc bầu cử năm 2024. Trump nói rằng bà đã tuyên bố mình là người da đỏ "cho đến một số năm trước khi bà tình cờ chuyển sang da đen, và bây giờ bà muốn được biết đến là người da đen". Khi Scott nói rằng Harris "luôn là người da đen", Trump trả lời rằng "bà ấy là người da đỏ từ đầu đến cuối và đột nhiên bà ấy rẽ sang một hướng khác và trở thành người da đen".
Sau đó, thư ký báo chí Nhà Trắng Karine Jean-Pierre gọi những tuyên bố của Trump là "ghê tởm" và "xúc phạm". Chiến dịch của Harris đã đáp trả bằng cách lên án "thái độ thù địch" của cựu tổng thống trong những bình luận của ông, với giám đốc chiến dịch Michael Tyler viết: "Bài chỉ trích hôm nay chỉ đơn giản là sự hỗn loạn và chia rẽ vốn là đặc điểm nổi bật của các cuộc biểu tình MAGA của Trump trong toàn bộ chiến dịch này".

### Nỗ lực ám sát
Vào ngày 13 tháng 7 năm 2024, Trump sống sót sau một nỗ lực ám sát tại một cuộc vận động gần Butler, Pennsylvania, khi tai phải của ông bị sượt qua bởi một phát súng. Ông đã được Cơ quan Mật vụ Hoa Kỳ hộ tống ra khỏi địa điểm tổ chức. Kẻ nổ súng, được FBI xác định là Thomas Matthew Crooks, đã bị Cơ quan Mật vụ bắn chết.

## Tư cách ứng cử
Các câu hỏi về tư cách của Trump để tranh cử tổng thống vào năm 2024 được nêu trong Hiến pháp Hoa Kỳ. Hai tu chính án giải quyết vấn đề này là Tu chính án thứ 14 và thứ 22. Một mặt, một số học giả lập luận rằng, mặc dù Trump đã bị truy tố nhiều lần, nhưng cả các bản cáo trạng cũng như bất kỳ bản án nào sau đó đều không khiến ông không đủ tư cách để giữ chức vụ này. Mặt khác, các học giả bảo thủ, theo chủ nghĩa nguyên bản lập luận rằng Trump không đủ tư cách vì Mục 3 của Tu chính án thứ Mười bốn được áp dụng.
Vào ngày 19 tháng 12 năm 2023, Tòa án Tối cao Colorado đã ra phán quyết rằng Trump bị loại khỏi chức vụ và tên của ông phải bị xóa khỏi lá phiếu sơ bộ của Đảng Cộng hòa Colorado. Chiến dịch tranh cử của Trump cho biết ông sẽ kháng cáo quyết định này lên Tòa án Tối cao Hoa Kỳ. Vào ngày 28 tháng 12 năm 2023, Bộ trưởng Ngoại giao Maine đã cấm Trump tham gia lá phiếu sơ bộ của Đảng Cộng hòa tại Maine. Chiến dịch tranh cử của Trump cho biết họ sẽ kháng cáo quyết định này tại các tòa án tiểu bang Maine và bộ trưởng ngoại giao đã đình chỉ phán quyết cho đến khi tòa án ra quyết định. Vào ngày 4 tháng 3 năm 2024, Tòa án Tối cao Hoa Kỳ đã lật ngược phán quyết của Tòa án Tối cao Colorado, nói rằng các tiểu bang không có thẩm quyền loại Trump hoặc các ứng cử viên khác khỏi các cuộc bầu cử liên bang theo điều khoản nổi loạn của Tu chính án thứ 14.

### Tu chính án thứ 14

Điều kiện đủ để bỏ phiếu sơ bộ của GOP trước Trump kiện Anderson
Vụ kiện bị tòa án tối cao tiểu bang bác bỏ
Vụ kiện bị tòa án cấp dưới bác bỏ
Quyết định tuyên bố Trump không đủ điều kiện; hoãn lại, chờ kháng cáo
Đã nộp đơn kiện

Sau Nội chiến Hoa Kỳ, Tu chính án thứ 14 đã được thông qua. Mục 3 của tu chính án này cấm bất kỳ ai giữ chức vụ công nếu trước đó họ đã tuyên thệ ủng hộ Hiến pháp, nhưng sau đó "tham gia vào cuộc nổi loạn hoặc nổi loạn chống lại [Hoa Kỳ], hoặc hỗ trợ hoặc an ủi kẻ thù của Hoa Kỳ". Vai trò của Trump trong vụ tấn công Điện Capitol Hoa Kỳ ngày 6 tháng 1 được những người phản đối trích dẫn là lý do khiến ông không đủ tư cách ứng cử vào chức vụ công.
Nhóm phi lợi nhuận Citizens for Responsibility and Ethics in Washington (CREW) và các nhóm vận động và cá nhân khác đang lên kế hoạch thực hiện các nỗ lực từng tiểu bang để loại Trump khỏi danh sách bỏ phiếu của tiểu bang. Vào năm 2023, các vụ kiện đã được đưa ra tòa tại các tiểu bang bao gồm Colorado, Michigan, Minnesota, và New Hampshire.
Vào ngày 19 tháng 12 năm 2023, Tòa án Tối cao Colorado đã ra phán quyết trong vụ Anderson kiện Griswold rằng Trump không đủ điều kiện để giữ chức vụ theo phần ba của Tu chính án thứ Mười bốn đối với Hiến pháp Hoa Kỳ và không thể xuất hiện trên lá phiếu cho cuộc bầu cử tổng thống Hoa Kỳ năm 2024 tại Colorado. Phán quyết này, đánh dấu lần đầu tiên một tòa án xác định rằng một ứng cử viên tổng thống bị loại do phần ba của Tu chính án thứ Mười bốn, đã bị hoãn lại để cho phép kháng cáo. Đảng Cộng hòa Colorado đã kháng cáo. Trump cũng đã kháng cáo. Tòa án Tối cao Hoa Kỳ đã đồng ý thụ lý vụ án.
Vào ngày 4 tháng 3 năm 2024, phán quyết của Tòa án Tối cao Colorado nhằm loại Trump khỏi cuộc bỏ phiếu sơ bộ của tiểu bang đã bị Tòa án Tối cao Hoa Kỳ lật ngược lại một cách nhất trí.

### Tu chính án thứ 22
Trump chỉ được bầu làm tổng thống một lần, vào năm 2016, vì vậy không bị giới hạn việc tái tranh cử theo Tu chính án thứ 22, cho phép hai nhiệm kỳ đầy đủ. Ngay cả trước khi thua cuộc bầu cử năm 2020, ông đã công khai tuyên bố sẵn sàng tìm kiếm nhiệm kỳ thứ ba vào năm 2024, mặc dù điều này bị nghiêm cấm rõ ràng. Trump tuyên bố rằng ông có quyền có nhiệm kỳ thứ ba vì Barack Obama đã theo dõi ông và chiến dịch của ông.
Trump đã nhiều lần đặt câu hỏi về giới hạn nhiệm kỳ tổng thống trong khi còn đương nhiệm, và trong những phát biểu trước công chúng đã nói về việc phục vụ vượt quá giới hạn của Tu chính án thứ 22. Trong một sự kiện tại Nhà Trắng vào tháng 4 năm 2019 cho Dự án Chiến binh bị thương, ông đã nói đùa rằng ông sẽ vẫn là tổng thống trong 10 đến 14 năm, và vào tháng 3 năm 2018 đã ca ngợi Tập Cận Bình vì đã bãi bỏ giới hạn nhiệm kỳ. Trong một cuộc phỏng vấn vào tháng 4 năm 2024 với tạp chí Time, Trump tuyên bố rằng ông sẽ không ủng hộ việc thách thức Tu chính án thứ 22. Trong một hội nghị của Hiệp hội Súng trường Quốc gia vào tháng 5 năm 2024, Trump đã gợi ý rằng ông sẽ là một tổng thống ba nhiệm kỳ.
Trump đang tìm cách trở thành tổng thống thứ hai phục vụ các nhiệm kỳ không liên tiếp, sau Grover Cleveland, người được bầu lại vào năm 1892. Tổng thống một nhiệm kỳ cuối cùng vận động tranh cử nhiệm kỳ không liên tiếp thứ hai là Herbert Hoover, người sau khi phục vụ từ năm 1929 đến năm 1933 đã có những cuộc chạy đua không thành công vào năm 1936 và 1940 sau khi thua cuộc vào năm 1932.

## Diễn biến sau thông báo
Ba ngày sau khi Trump tuyên bố ứng cử, Tổng chưởng lý Hoa Kỳ Merrick Garland đã bổ nhiệm Jack Smith làm cố vấn đặc biệt cho các cuộc điều tra liên quan đến vai trò của Trump trong vụ tấn công ngày 6 tháng 1 và việc xử lý sai hồ sơ của chính phủ. Các cố vấn đặc biệt có thể được bổ nhiệm khi có thể có xung đột lợi ích hoặc có vẻ như có xung đột lợi ích, và Garland cho biết các ứng cử viên chính trị được công bố của cả Trump và Tổng thống Biden đã thúc đẩy ông thực hiện những gì ông mô tả là một "bước đi phi thường". Các cuộc điều tra của cố vấn đặc biệt hoạt động phần lớn độc lập với sự kiểm soát của Bộ Tư pháp theo các quy định của liên bang đã có từ nhiều thập kỷ và Garland cho biết "việc bổ nhiệm này nhấn mạnh cam kết của bộ đối với cả sự độc lập và trách nhiệm giải trình trong các vấn đề đặc biệt nhạy cảm".
Vào ngày 19 tháng 11 năm 2022, Elon Musk, bốn tuần sau khi tiếp quản Twitter, đã khôi phục cả tài khoản cá nhân của Trump và tài khoản chiến dịch của Trump, gần hai năm sau khi Trump bị cựu CEO Twitter Jack Dorsey cấm vĩnh viễn khỏi nền tảng này do chính sách Tôn vinh bạo lực và Chính trực công dân của Twitter, sau vụ tấn công vào Điện Capitol Hoa Kỳ ngày 6 tháng 1.
Vào cuối tháng 11 năm 2022, Kanye West tuyên bố ứng cử tổng thống năm 2024. Ngay sau đó, West đã đến thăm Trump tại Mar-a-Lago, đưa theo Nick Fuentes, một người theo chủ nghĩa dân tộc da trắng và là người phủ nhận Holocaust. West tuyên bố rằng sau khi anh ta yêu cầu Trump làm ứng cử viên phó tổng thống của mình, "Trump về cơ bản bắt đầu hét vào mặt tôi tại bàn và nói với tôi rằng tôi sẽ thua". Trump đáp lại bằng một tuyên bố rằng West "bất ngờ xuất hiện cùng ba người bạn của anh ta, những người mà tôi không biết gì về họ", và trong một tuyên bố tiếp theo thừa nhận đã khuyên West bỏ cuộc đua. Một số ứng cử viên tiềm năng khác cho năm 2024 đã lên tiếng sau sự kiện này, với thống đốc Arkansas Asa Hutchinson gọi cuộc họp là "rất đáng lo ngại", và cựu phó tổng thống của Trump là Mike Pence đã kêu gọi Trump xin lỗi vì đã cho Fuentes "một chỗ ngồi tại bàn". Mitch McConnell cho biết Trump khó có thể giành chiến thắng trong cuộc bầu cử tổng thống năm 2024 do bữa tối này.
Vào ngày 3 tháng 12 năm 2022, sau khi Elon Musk công bố "Twitter Files", Trump đã phàn nàn về gian lận bầu cử và đăng lên Truth Social, kêu gọi "chấm dứt mọi quy tắc, quy định và điều khoản, ngay cả những điều khoản có trong Hiến pháp".
Vào đầu năm 2023, Trump đã yêu cầu nhân viên của mình thuê nhà hoạt động dân tộc chủ nghĩa da trắng và chống Hồi giáo Laura Loomer để làm việc cho chiến dịch của ông. Sau một phản ứng dữ dội, chiến dịch đã quyết định không thuê bà.
Sau nhiều năm chỉ trích hình thức bỏ phiếu qua thư và bỏ phiếu sớm là tràn lan gian lận và là tác nhân gây ra gian lận bầu cử năm 2020, đến tháng 4 năm 2024, Trump đã khuyên những người ủng hộ sử dụng các phương pháp bỏ phiếu đó trong cuộc bầu cử sắp tới. RNC cũng khuyến khích cử tri Cộng hòa sử dụng các phương pháp đó, cũng như thúc đẩy việc thu thập phiếu bầu, mà họ gọi là "đuổi theo phiếu bầu". Việc thu thập phiếu bầu là chủ đề của bộ phim 2000 Mules của Dinesh D'Souza năm 2022, bộ phim đã cáo buộc sai sự thật về một âm mưu có tổ chức của Đảng Dân chủ nhằm thực hiện gian lận bằng phương pháp này.
Trong suốt chiến dịch, Trump thường nhắc đến "tính toàn vẹn của cuộc bầu cử" để ám chỉ lời nói dối liên tục của ông rằng cuộc bầu cử năm 2020 đã bị gian lận và đánh cắp, cũng như những dự đoán vô căn cứ về gian lận bầu cử hàng loạt trong tương lai. Giống như trong chu kỳ bầu cử năm 2020, Trump đã nói với những người ủng hộ mà không có bằng chứng rằng Đảng Dân chủ có thể cố gắng gian lận cuộc bầu cử năm 2024. Nhiều đảng viên Cộng hòa tin vào một thuyết âm mưu tuyên bố Đảng Dân chủ tham gia vào gian lận bầu cử có hệ thống để đánh cắp các cuộc bầu cử, khẳng định tính toàn vẹn của cuộc bầu cử là mối quan tâm lớn, mặc dù gian lận bỏ phiếu cực kỳ hiếm. Đến năm 2022, các chính trị gia Cộng hòa, các hãng tin truyền hình cáp bảo thủ và đài phát thanh nói chuyện đã lặp lại lời kể của cựu cố vấn Trump Steve Bannon rằng "nếu Đảng Dân chủ không gian lận, họ sẽ không thắng". Xuất hiện cùng Trump vào tháng 4 năm 2024, Chủ tịch Hạ viện Mike Johnson đã vô căn cứ gợi ý rằng "có khả năng hàng trăm nghìn phiếu bầu" có thể được bỏ bởi những người di cư không có giấy tờ; với tư cách là tổng thống, Trump đã khẳng định sai sự thật rằng hàng triệu phiếu bầu của những người di cư không có giấy tờ đã khiến ông mất đi chiến thắng về số phiếu phổ thông trong cuộc bầu cử năm 2016. Politico đưa tin vào tháng 6 năm 2022 rằng RNC đã tìm cách triển khai một "đội quân" gồm các nhân viên bỏ phiếu và luật sư tại các tiểu bang dao động, những người có thể chuyển những lá phiếu mà họ cho là đáng ngờ tại các khu vực bỏ phiếu của Đảng Dân chủ đến một mạng lưới các luật sư quận thân thiện để khiếu nại. Vào tháng 4 năm 2024, đồng chủ tịch RNC Lara Trump cho biết đảng có khả năng bố trí các nhân viên bỏ phiếu có thể xử lý các lá phiếu, thay vì chỉ quan sát các địa điểm bỏ phiếu. Bà cũng cho biết việc hết hạn vào năm 2018 của sắc lệnh đồng thuận năm 1982 cấm RNC đe dọa cử tri thiểu số "mang lại cho chúng ta một khả năng tuyệt vời" trong cuộc bầu cử. Hoạt động chính trị của Trump cho biết vào tháng 4 năm 2024 rằng họ có kế hoạch triển khai hơn 100.000 luật sư và tình nguyện viên đến các địa điểm bỏ phiếu trên khắp các tiểu bang chiến trường, với "đường dây nóng về tính toàn vẹn của cuộc bầu cử" để những người theo dõi cuộc bỏ phiếu và cử tri báo cáo những bất thường bị cáo buộc trong cuộc bỏ phiếu. Trump đã nói với khán giả trong một cuộc mít tinh vào tháng 12 năm 2023 rằng họ cần "bảo vệ phiếu bầu" tại các thành phố do Đảng Dân chủ điều hành. Ông đã phàn nàn rằng chiến dịch tranh cử năm 2020 của ông không được chuẩn bị đầy đủ để thách thức thất bại của ông tại tòa án; một số nhà phê bình cho rằng nỗ lực bảo vệ sự liêm chính trong cuộc bầu cử năm 2024 của ông thực chất là nhằm thu thập các cáo buộc để áp đảo quá trình giải quyết cuộc bầu cử nếu ông thách thức kết quả bầu cử năm 2024. Marc Elias, một luật sư bầu cử của Đảng Dân chủ đã đánh bại mọi thách thức của Trump tại tòa án sau cuộc bầu cử năm 2020, nhận xét, "Tôi nghĩ rằng họ sẽ có một hoạt động đàn áp cử tri quy mô lớn và sẽ liên quan đến rất, rất nhiều người và rất, rất nhiều luật sư."
Vào tháng 3 năm 2024, luật sư bầu cử kỳ cựu của Đảng Cộng hòa Charlie Spies đã gia nhập RNC với tư cách là cố vấn trưởng, vai trò của ông bao gồm giám sát việc triển khai luật sư và tình nguyện viên tại các điểm bỏ phiếu ở các tiểu bang chiến trường trong nỗ lực bảo vệ tính toàn vẹn của cuộc bầu cử. Spies đã từ chức chưa đầy hai tháng sau đó, với lý do có thể xung đột về cam kết thời gian với công ty luật nơi ông vẫn làm việc. Trump đã chấp thuận việc tuyển dụng ông, nhưng trong những tuần gần đây đã trở nên tức giận vì Spies trước đây đã đại diện cho các đối thủ Jeb Bush, Mitt Romney và Ron DeSantis, và đã công khai tranh chấp các tuyên bố phủ nhận cuộc bầu cử rằng đã có gian lận trong cuộc bầu cử tổng thống năm 2020.
Vào ngày 26 tháng 5 năm 2024, Trump đã có bài phát biểu tại Đại hội toàn quốc của Đảng Tự do năm 2024. Trong bài phát biểu của mình, Trump đã có động thái vận động đề cử của Đảng Tự do và tuyên bố sẽ bổ nhiệm một người theo Đảng Tự do vào nội các của mình. Trump đã bị loại trong quá trình bỏ phiếu, với Chase Oliver được chọn làm ứng cử viên của Đảng Tự do.
Vào ngày 10 tháng 8 năm 2024, Politico tiết lộ rằng họ đã nhận được các tài liệu nội bộ về chiến dịch tranh cử của Trump từ một nguồn ẩn danh kể từ ngày 22 tháng 7, bao gồm báo cáo thẩm tra dài 271 trang về các điểm yếu tiềm ẩn của ứng cử viên phó tổng thống J.D. Vance. Chiến dịch tranh cử của Trump xác nhận rằng họ đã bị tấn công và đổ lỗi cho "các nguồn tin nước ngoài thù địch với Hoa Kỳ"; họ cho rằng Iran phải chịu trách nhiệm, trích dẫn một báo cáo của Microsoft vào ngày hôm trước rằng một đơn vị tình báo của Lực lượng Vệ binh Cách mạng Hồi giáo chịu trách nhiệm cho một cuộc tấn công lừa đảo qua thư điện tử nhằm vào một cựu quan chức cấp cao trong chiến dịch tranh cử tổng thống. Tờ Washington Post và tờ New York Times cũng đưa tin đã nhận được các tài liệu bị tấn công. Mặc dù chiến dịch tranh cử của Trump đã biết về vụ tấn công vào đầu mùa hè, nhưng họ đã không báo cáo vụ tấn công cho cơ quan thực thi pháp luật vào thời điểm đó. Người gửi tài liệu cho hai tổ chức tin tức tự xưng là Robert và liên lạc với họ qua email, tuyên bố có quyền truy cập vào "nhiều loại tài liệu, từ các tài liệu pháp lý và tòa án [của Trump] cho đến các cuộc thảo luận nội bộ của chiến dịch."

## Đề cử dự kiến
Cuộc thăm dò sơ bộ toàn quốc cho thấy Trump dẫn trước 50 điểm so với các ứng cử viên khác trong cuộc bầu cử sơ bộ của Đảng Cộng hòa. Sau khi giành chiến thắng áp đảo trong cuộc họp kín của Đảng Cộng hòa tại Iowa năm 2024, Trump thường được mô tả là ứng cử viên được cho là của Đảng Cộng hòa cho chức tổng thống. Vào ngày 12 tháng 3 năm 2024, Trump chính thức trở thành ứng cử viên được cho là của Đảng Cộng hòa.

## Lựa chọn phó tổng thống

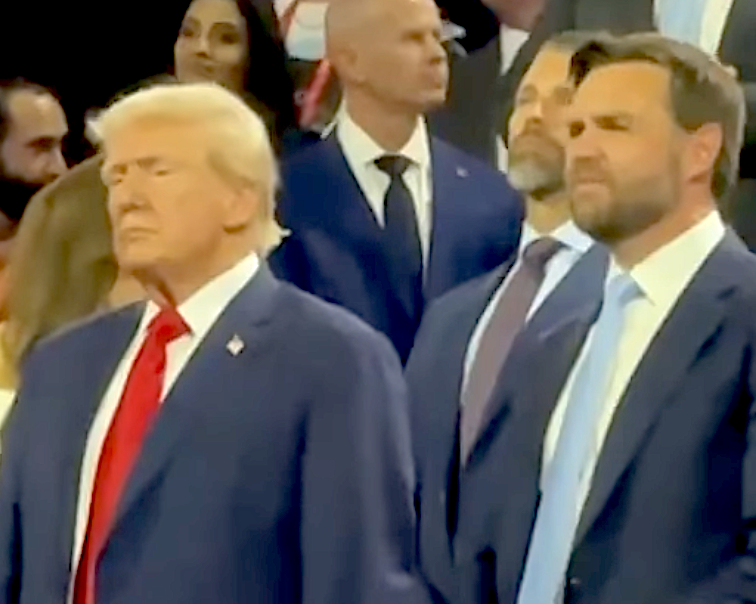
Trump và Vance đứng cạnh nhau trong đêm đầu tiên của đại hội

Mike Pence từng là phó tổng thống của Trump từ năm 2017 đến năm 2021, với việc Pence là người bạn đồng hành tranh cử được Trump lựa chọn trong cả cuộc bầu cử năm 2016 và 2020. Vào tháng 3 năm 2021, Bloomberg News đưa tin rằng nếu Trump tái tranh cử vào năm 2024, Pence "có khả năng sẽ không có tên trong danh sách" và Trump đã "thảo luận về các lựa chọn thay thế cho Pence", trong khi các cố vấn của Trump "đã thảo luận về việc xác định một người bạn đồng hành tranh cử là người da đen hoặc phụ nữ cho cuộc chạy đua tiếp theo của ông". Vào tháng 4 năm 2021, Trump cho biết ông đang cân nhắc thống đốc Florida Ron DeSantis cho vị trí này, lưu ý tình bạn của ông với ông ấy; sau đó ông chỉ trích và chế giễu DeSantis, người đã phát động chiến dịch tranh cử tổng thống của riêng mình vào ngày 24 tháng 5 năm 2023. Vào tháng 6 năm 2022, một cựu trợ lý đã làm chứng rằng Trump đã bày tỏ ý kiến với nhân viên của mình trong cuộc tấn công Đồi Capitol rằng Pence "xứng đáng" nhận được những tiếng hô "treo cổ Mike Pence" của những kẻ bạo loạn. Tuy nhiên, trên một bài đăng trên Truth Social, Trump đã phủ nhận rằng ông nói Pence đáng bị treo cổ. Những cái tên được nêu ra như những ứng cử viên có thể cho vị trí này bao gồm:
- Doug Burgum, Thống đốc North Dakota (2016–hiện tại) và là cựu ứng cử viên tổng thống 2024[492][493][494]
- Tucker Carlson, nhà bình luận chính trị[495]
- Ben Carson, Bộ trưởng Gia cư và Phát triển Đô thị Hoa Kỳ (2017–2021) và là cựu ứng cử viên tổng thống 2016[492][493][494][496]
- Tom Cotton, Thượng nghị sĩ Hoa Kỳ từ Arkansas (2015–hiện tại)[494]
- Byron Donalds, Đại diện Hoa Kỳ từ FL-19 (2021–hiện tại)[494][496][497]
- Tulsi Gabbard, Đại diện Đảng Dân chủ từ HI-2 (2013–2021)[497]
- Nikki Haley, cựu Thống đốc South Carolina và là cựu ứng cử viên tổng thống 2024[496]
- Robert F. Kennedy Jr., luật sư môi trường và ứng cử viên tổng thống độc lập năm 2024[498]
- Kari Lake, cựu phát thanh viên mới và là ứng cử viên năm 2024 cho Thượng nghị sĩ Hoa Kỳ từ Arizona[496]
- Kristi Noem, Thống đốc South Dakota (2019–hiện tại)[486][492][493][496][497]
- Vivek Ramaswamy, doanh nhân và cựu ứng cử viên tổng thống năm 2024[492][493][494][496][497]
- Marco Rubio, Thượng Nghị sĩ Hoa Kỳ từ Florida (2011–hiện tại) và là cựu ứng cử viên tổng thống 2016[494][499]
- Sarah Huckabee Sanders, Thống đốc Arkansas (2023–hiện tại) và là Thư ký báo chí Nhà Trắng (2017–2019)[492][493]
- Tim Scott, Thượng Nghị sĩ Hoa Kỳ từ South Carolina (2013–hiện tại) và là cựu ứng cử viên tổng thống 2024[486][493][496][497]
- Elise Stefanik, Đại diện Hoa Kỳ từ NY-21 (2015–hiện tại)[492][493][494][496]
- J.D. Vance, Thượng Nghị sĩ Hoa Kỳ từ Ohio (2023–hiện tại)[492][493][494][496]

Vào tháng 1 năm 2024, ứng cử viên tổng thống độc lập Robert F. Kennedy Jr. tuyên bố rằng Trump đã tiếp cận ông để làm bạn đồng hành tranh cử và ông đã từ chối lời đề nghị. Tuy nhiên, cố vấn chiến dịch tranh cử của Trump, Chris LaCivita đã phủ nhận việc chiến dịch tranh cử của Trump từng tiếp cận Kennedy để làm bạn đồng hành tranh cử của Trump và nói thêm rằng họ không có kế hoạch làm như vậy. Vào tháng 4, nhiều nguồn tin thân cận với Trump một lần nữa đưa tin rằng ông đang cân nhắc Kennedy.
Vào tháng 6, có thông tin cho biết chiến dịch tranh cử của Trump đã chuyển giao giấy tờ thẩm tra cho Burgum, Carson, Cotton, Donalds, Rubio, Scott, Stefanik và Vance.
Vào tháng 7, tại Đại hội toàn quốc của Đảng Cộng hòa năm 2024, J.D. Vance (R-OH) được công bố là ứng cử viên phó tổng thống của Trump.
Vance là người Ohio đầu tiên xuất hiện trên một tấm vé tổng thống của một đảng lớn kể từ John Bricker (người bạn đồng hành của Thomas Dewey năm 1944), người đầu tiên để râu kể từ chính Dewey, trong thất bại bất ngờ năm 1948 của ông với tư cách là ứng cử viên tổng thống, và là cựu chiến binh đầu tiên kể từ John McCain năm 2008, tất cả đều là đảng viên Cộng hòa. Nếu được bầu, ông sẽ là người bản địa Ohio đầu tiên được bầu làm phó tổng thống kể từ Charles Dawes năm 1924, người đầu tiên để râu kể từ Charles Curtis năm 1928—cả hai đều là đảng viên Cộng hòa—và là cựu chiến binh đầu tiên kể từ Al Gore năm 1992. Ông cũng là người đầu tiên thuộc thế hệ Millennials, cựu chiến binh Thủy quân lục chiến và cựu chiến binh của Chiến tranh Iraq và Cuộc chiến chống khủng bố rộng lớn hơn trong tấm vé tổng thống.

## Đại hội

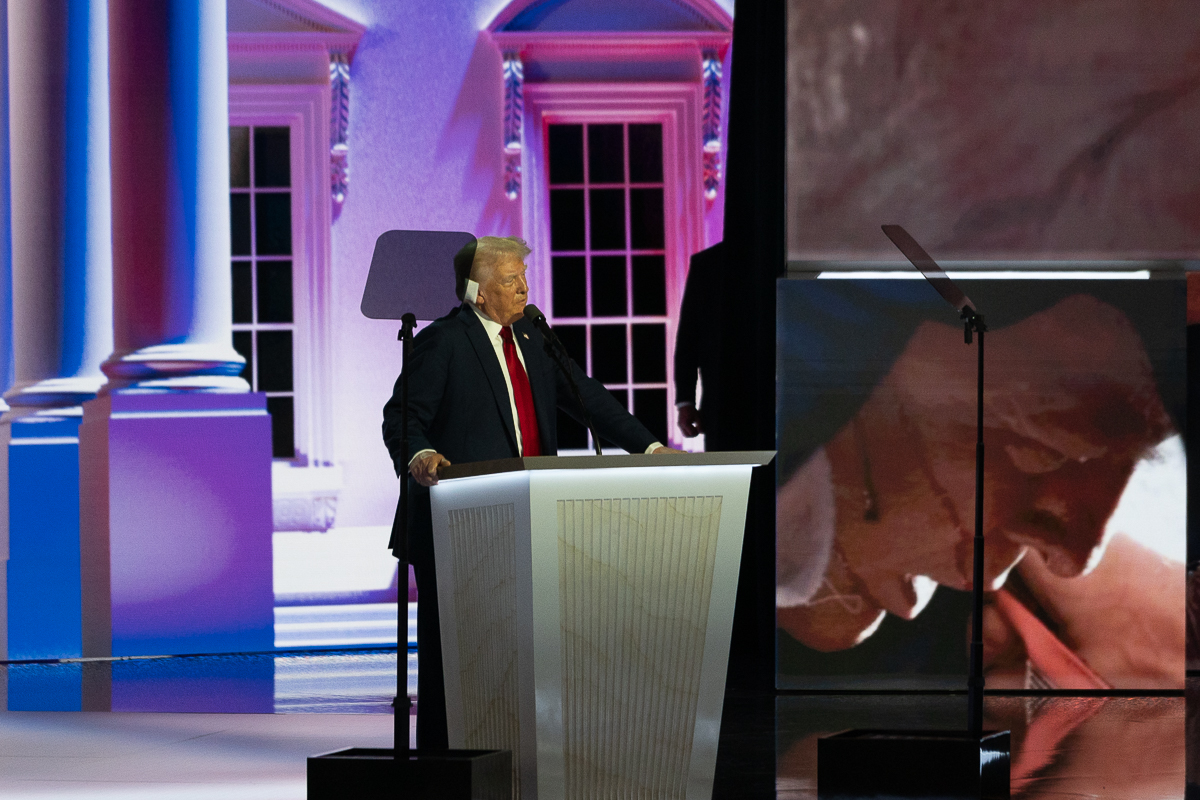
Trump phát biểu về việc chấp nhận đề cử tại Đại hội toàn quốc của Đảng Cộng hòa năm 2024

Trong ngày cuối cùng của đại hội vào ngày 18 tháng 7 năm 2024, cựu Tổng thống Hoa Kỳ Donald Trump trong bài phát biểu của mình đã chấp nhận đề cử của Đảng Cộng hòa vào chức vụ Tổng thống Hoa Kỳ.

## Ủng hộ
Politico lưu ý vào tháng 12 năm 2020 rằng nhiều nhân vật Cộng hòa đã bày tỏ sự ủng hộ đối với chiến dịch tranh cử năm 2024 của Trump. Lãnh đạo phe thiểu số tại Thượng viện Cộng hòa Mitch McConnell cho biết ông "hoàn toàn" sẽ ủng hộ Trump nếu ông này được đề cử một lần nữa. Một số quan chức Cộng hòa ở cả cấp liên bang và cấp tiểu bang đã nhanh chóng ủng hộ ứng cử viên của Trump, trong khi những người khác được ghi nhận là im lặng về vấn đề này, với một số ít người nêu ý kiến phản đối, bao gồm Thượng nghị sĩ Bill Cassidy và Thượng nghị sĩ Mitt Romney.
Vào tháng 4 năm 2022, các viên chức tình báo Mỹ đánh giá rằng Nga có ý định trả thù chính quyền Biden vì lệnh trừng phạt đối với Nga và viện trợ cho Ukraine bằng cách can thiệp vào cuộc bầu cử thay mặt cho Trump. Một người dẫn chương trình truyền hình nhà nước Nga, Evgeny Popov, đã nói vào tháng 3 năm 2022, "để một lần nữa giúp đối tác của chúng tôi là Trump trở thành tổng thống".

## Phản đối

### Bầu cử sơ bộ
Vào tháng 2 năm 2023, Americans for Prosperity (AFP), tổ chức hàng đầu trong mạng lưới các nhà tài trợ và nhóm hoạt động của Charles Koch, đã tuyên bố sẽ tài trợ cho một cuộc thách thức chính đối với Trump.
Bên cạnh sự phản đối ứng cử của Trump được tuyên bố bởi các cựu quan chức nhánh hành pháp, thượng nghị sĩ và đại diện của Đảng Cộng hòa, các quan chức toàn tiểu bang, nhân vật công chúng và các tổ chức, Trump còn bị thách thức trong cuộc bầu cử sơ bộ bởi Nikki Haley (14 tháng 2 năm 2023 đến 6 tháng 3 năm 2024), Vivek Ramaswamy (21 tháng 2 năm 2023 đến 15 tháng 1 năm 2024), Asa Hutchinson (6 tháng 4 năm 2023 đến 16 tháng 1 năm 2024) và Ron DeSantis (24 tháng 5 năm 2023 đến 21 tháng 1 năm 2024).
Những người thách thức khác, những người đã rút lui trước cuộc bầu cử sơ bộ, là Perry Johnson (ngày 2 tháng 3 năm 2023 đến ngày 20 tháng 10 năm 2023), Larry Elder (ngày 20 tháng 4 năm 2023 đến ngày 26 tháng 10 năm 2023), Tim Scott (ngày 19 tháng 5 năm 2023 đến ngày 12 tháng 11 năm 2023), Mike Pence (ngày 5 tháng 6 năm 2023 đến ngày 28 tháng 10 năm 2023), Chris Christie (ngày 6 tháng 6 năm 2023 đến ngày 10 tháng 1 năm 2024), Doug Burgum (ngày 7 tháng 6 năm 2023 đến ngày 4 tháng 12 năm 2023), Francis Suarez (ngày 14 tháng 6 năm 2023 đến ngày 29 tháng 8 năm 2023) và Will Hurd (ngày 22 tháng 6 năm 2023 đến ngày 9 tháng 10 năm 2023).
Khi Nikki Haley công bố chiến dịch tranh cử tổng thống năm 2024 của mình, một trong những tuyên bố đầu tiên của bà với tư cách là ứng cử viên là kêu gọi các ứng cử viên trên 75 tuổi - bao gồm cả Trump và Biden - phải trải qua bài kiểm tra năng lực. Bà đã biến vấn đề tuổi tác thành điểm chính trong chiến dịch tranh cử trong suốt thời gian còn lại của năm 2023 và các cuộc bầu cử sơ bộ của Đảng Cộng hòa năm 2024. Vào ngày 28 tháng 11 năm 2023, AFP đã ủng hộ Nikki Haley.
Từ ngày 23 tháng 8 đến ngày 10 tháng 1 năm 2024, đã có năm cuộc tranh luận giữa các ứng cử viên trong chiến dịch tranh cử đề cử của Đảng Cộng hòa cho chức tổng thống Hoa Kỳ trong cuộc bầu cử tổng thống Hoa Kỳ năm 2024. Trump đã vắng mặt trong tất cả các cuộc tranh luận đó và không có kế hoạch tham dự các cuộc tranh luận được lên lịch vào ngày 18 và 21 tháng 1 năm 2024. Vào ngày 16 tháng 1, khi cô và Ron DeSantis là những người thách đấu cuối cùng còn lại, Nikki Haley tuyên bố cô sẽ không tham dự cuộc tranh luận ngày 18 tháng 1 trừ khi Donald Trump tham gia. ABC News đã hủy cuộc tranh luận đó, và CNN đã hủy cuộc tranh luận ngày 21 tháng 1.
Đáp lại thách thức của Haley, Trump tuyên bố rằng ông đã vượt qua thành công hai bài kiểm tra nhận thức, nói rằng bất kỳ ai quyên góp cho chiến dịch của Haley sẽ bị "cấm vĩnh viễn" khỏi" trại MAGA", và ông đặt biệt danh cho bà là "não chim".
Vào ngày 25 tháng 2 năm 2024, khi bà thua cuộc bầu cử tại tiểu bang quê nhà, Americans for Prosperity đã cắt giảm tài trợ cho chiến dịch của Nikki Haley. Sau khi giành chiến thắng trong cuộc bầu cử sơ bộ ở Washington, D.C. (ngày 3 tháng 3) và Vermont (ngày 5 tháng 3), Haley đình chỉ chiến dịch tranh cử tổng thống của mình một ngày sau Siêu thứ Ba (5 tháng 3, 2024).